# Historia nauki
Historia nauki – dziedzina wiedzy opisująca tworzenie się i rozwój wyspecjalizowanych nauk szczegółowych badających przebieg procesów przyrodniczych i społecznych. Jest to stosunkowo młoda dyscyplina uniwersytecka, trudna w uprawianiu na skutek konieczności łączenia dwóch rodzajów kompetencji – orientacji w danej dziedzinie naukowej i umiejętności historyka. Trudność w opisie historii rozwoju nauki zaczyna się w momencie określenia jej przedmiotu. Nie istnieje bowiem nauka w ogóle, ale wyspecjalizowane dziedziny wiedzy, które wyodrębniły się z ogólnego tła religijno-filozoficznego, w różnym czasie, w różnych kręgach cywilizacyjnych, w różnych celach i wykształciły różnorodne, niesprowadzalne do wspólnego mianownika metody.
Istnieją poważne różnice w podejściu do tego, jak należy uprawiać historię nauki. Najbardziej rozpowszechniona jest koncepcja, według której nauki podlegają stałemu i kumulatywnemu postępowi, na który składa się suma odkryć naukowych dziś uchodzących za prawdziwe lub przybliżone do aktualnych twierdzeń i teorii. Taka historia nauki jest opisem dochodzenia tylko do tych odkryć, które dziś są nauczane jako prawa przyrody, lub z innych praktycznych względów, mimo iż pomija to rzeczywisty kontekst ich występowania w koncepcjach ich odkrywców. W takiej historii nie mieszczą się historycznie uwarunkowane poglądy na to, co jest wiedzą istotną dla społeczeństwa w danym czasie, i w ślad za tym pomija się poglądy uchodzące dziś za błędne, przestarzałe lub wręcz za przesądy, mimo iż tworzyły strukturę ludzkiej wiedzy zapewniając orientację ludzi w świecie. Różnice te widoczne są w szczególności w różnych oddzielonych od siebie rodzajach nauk, których stała klasyfikacja również nie jest ustalona.

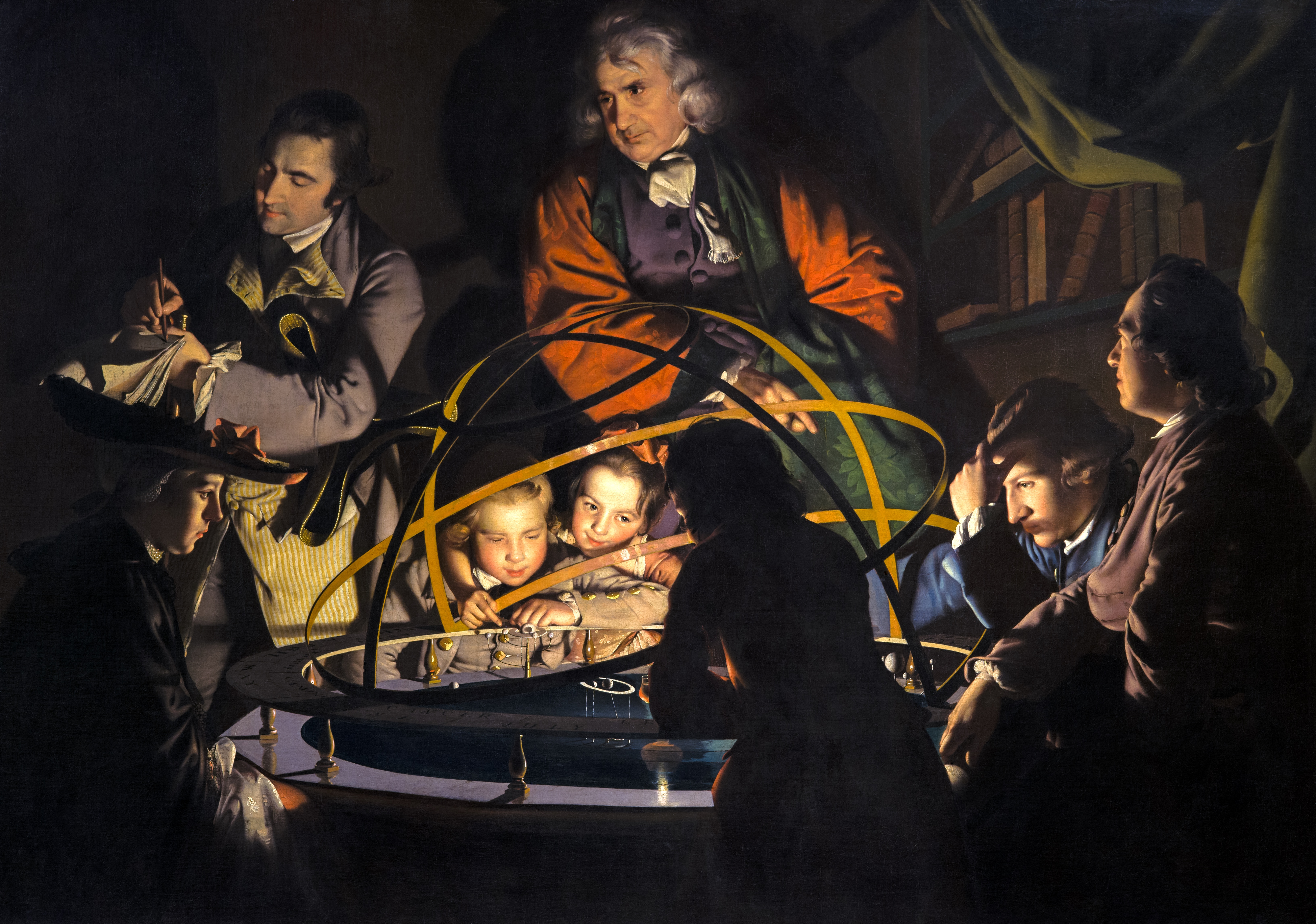
Wykład na temat układu słonecznego (obraz Josepha Wrighta Planetarium, ok. 1766)

Najbardziej ogólny, intuicyjny podział, według którego uprawia się historię wiedzy, dzieli nauki na: formalne (np. matematyka i logika); przyrodnicze ustalające prawa przyrody; humanistyczne polegające na coraz to nowych interpretacjach historycznych tekstów lub formułowaniu na nowo problemów egzystencjalnych; i społeczne, dążące do odkrywania prawidłowości rządzących grupami społecznymi. Granice między tymi rodzajami wiedzy są płynne, np. geografia znajduje się pomiędzy naukami przyrodniczymi a społecznymi, historia na pograniczu nauk humanistycznych i społecznych; filozofia i psychologia może zbliżać się do każdego z tych rodzajów wiedzy. Kwestionuje się też stały kumulatywny rozwój nauki, który jest prawie pozbawiony znaczenia w naukach humanistycznych, a w przyrodniczych wskazuje się często na okresy rozkwitu i zaniku, nie pozwalające na ustabilizowanie tezy o stałym kumulatywnym rozwoju. Uwzględnia to koncepcja paradygmatów Thomasa Kuhna, podkreślająca niewspółmierność następujących po sobie okresów wiedzy, posługujących się całkowicie zmienionymi założeniami i celami, uwarunkowanymi społecznie i historycznie. Stąd np. należałoby poszczególne okresy historyczne opisywać z odmiennych punktów widzenia, biorąc pod uwagę poglądy danej epoki na to co jest nauką. Tak rozumiana historia nauki wykazuje wiele cech wspólnych z historią idei, czy socjologią wiedzy, dziedzinach o równie problematycznie wyodrębnionej specyfice.

## Początki nauki
Początki zainteresowania człowieka otaczającym go światem sięgają czasów prehistorycznych. Ludzie żyjący w pradziejach mieli zapewne swój pierwotny obraz przyrody. O zainteresowaniach astronomicznych z tego okresu świadczyć może znalezisko kościanej płytki, na której oznaczane były odpowiednimi symbolami fazy Księżyca (przedmiot ten ma ok. 32 tys. lat i pochodzi z Francji). Podobne znaczenie mają usytuowanie i podporządkowana astronomii konstrukcja sanktuariów megalitycznych z epoki neolitu – Nabta Playa w Egipcie (5500–4500 p.n.e.) i Stonehenge w Anglii (ok. 3000–1700 p.n.e.). Ogólnie rzecz biorąc prehistorię i częściowo starożytność uznaje się za epokę przednaukową, w której ludzie ubóstwiali siły przyrody, bądź próbowali je opanować za pomocą magii. Nie usiłowano szukać przyczyn rządzących zjawiskami przyrody, ani nie sprawdzano skuteczności owych magicznych zabiegów.

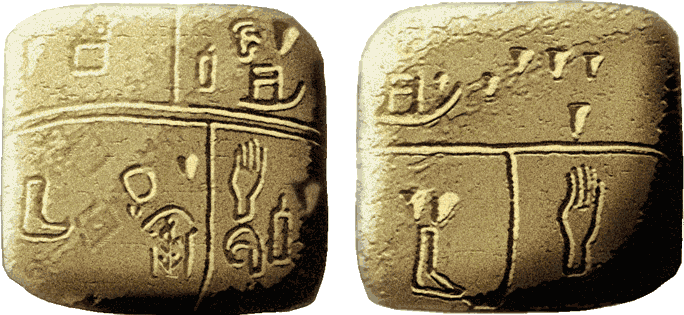
Tabliczka z Kisz – jeden z najstarszych dowodów istnienia pisma (Kisz, średni okres Uruk, ok. 3500 lat p.n.e.)

Przełomem w historii wiedzy ludzkiej było wynalezienie pisma, które umożliwiło utrwalanie i gromadzenie wiedzy w większym zakresie niż tradycja oralna. Sumerowie tworzyli listy miast, gatunków roślin i zwierząt, gór i rzek oraz innych rzeczy (minerałów, narzędzi itp.), co było pierwszym krokiem do systematycznej wiedzy. Uporządkowanie faktów stało się przyczynkiem do dalszego rozwoju nauki, będąc zaczątkiem tworzenia poszczególnych dyscyplin. Sumerowie, a także Asyryjczycy i Babilończycy byli biegłymi matematykami. Opanowali cztery podstawowe działania arytmetyczne, potrafili wyciągać pierwiastki kwadratowe i podnosić liczby do drugiej potęgi. Stosowali system sześćdziesiątkowy, do dziś zachowany przy liczeniu czasu i miar kątów. W Mezopotamii wynaleziono pozycyjny zapis liczb, pozwalający zapisać dowolną liczbę przy pomocy ograniczonej liczby znaków, co ogromnie ułatwiało obliczenia. Mieszkańcy Mezopotamii umieli obliczyć pozycję Słońca, Księżyca i planet. Sklasyfikowali wiele gwiazdozbiorów. Szerokie zainteresowanie Babilończyków astronomią zawdzięczamy ich wierze w astrologię. W dziedzinie geometrii Babilończycy i Asyryjczycy, dzięki dziedzictwu Sumerów umieli rozwiązywać trudne problemy geometryczne (obliczanie pól figur, mierzenie kątów itp.) na potrzeby praktycznego miernictwa. Potrafili oni również sformułować praktyczne przepisy uzyskiwania niektórych substancji chemicznych. Lekarze babilońscy posiadali wysoko cenione na całym starożytnym Wschodzie umiejętności praktyki leczenia.
W starożytnym Egipcie rozwijały się astronomia i matematyka. Matematycy egipscy umieli wykonywać proste obliczenia (4 podstawowe działania), działania na ułamkach (tak jak Babilończycy) i rozwiązywać proste problemy geometryczne na potrzeby miernictwa. Matematyka egipska stała dużo niżej od mezopotamskiej. Astronomowie egipscy skonstruowali prosty zegar słoneczny (czy raczej gnomon), w postaci prostego kija wbitego w ziemię i prawdopodobnie także zegar wodny. Rozpoznawali i opisywali gwiazdozbiory, umieli mierzyć czas. Pierwsze cywilizacje posiadały pewną wiedzę geograficzną, której świadectwem są mapy egipskie z XIV w. p.n.e., przedstawiające tereny Nubii, i mezopotamska z VI w. p.n.e., ukazująca świat z Babilonem w centrum. Egipska medycyna i praktyczne wykorzystanie surowców naturalnych stały na podobnym poziomie jak w Międzyrzeczu. W dziedzinie historii ludy starożytnego Wschodu nie wyszły poza zapisywanie roczników (spisów wydarzeń, które zaszły w danym roku) i kronik pisanych na zlecenie władców. Są one świadectwem zainteresowania historią. Nauka starożytnego Wschodu nigdy też nie wykroczyła poza realizowanie praktycznych potrzeb. Nigdy nie sformułowała żadnej teorii, hipotezy czy choćby twierdzenia lub wzoru matematycznego. Od teoretyzowania ludzie Wschodu woleli gromadzenie faktów bez ich opracowania. Działalnością naukową zajmowali się kapłani i urzędnicy, czasem też nieliczni władcy, głównie jako zajęciem pobocznym. Niewielu ludzi posiadało umiejętność czytania i pisania (ok. 3–5% populacji), więc nauka miała niewielki wpływ na społeczeństwo.

## Nauka grecka
Aż do XVII w. badanie zjawisk naturalnych było jednym z centralnych zagadnień filozofii, określanym jako filozofia przyrody. Dopiero w epoce nowożytnej z filozofii wyodrębniła się współczesna nauka, różniąca się od niej metodologią i zakresem zainteresowań.
Początki filozofii przyrody sięgają VI w. p.n.e., kiedy to działali pierwsi filozofowie greccy. Początkowo filozofia przyrody była próbą racjonalnego (nie religijnego i nie mitycznego) wyjaśnienia świata i zjawisk. W istotny sposób różniła się od nauki nowożytnej. Była w dużej mierze spekulatywna, a obserwacje empiryczne były wybiórcze i niedokładne. Mimo tych ograniczeń filozofowie greccy poczynili wiele istotnych obserwacji, postawili wiele problemów i zaproponowali liczne rozwiązania teoretyczne, które legły u podstaw nowożytnej nauki.

Ilustracja dowodu twierdzenia Talesa o kącie wpisanym

Tzw. jońscy filozofowie przyrody (m.in. Tales z Miletu, Anaksymander, Anaksymenes, Heraklit, Anaksagoras) dążyli do wyjaśnienia rzeczywistości poprzez znalezienie jej najbardziej podstawowej zasady (arché), przenikającej całość rzeczywistości. Różni filozofowie w czym innym upatrywali tę podstawową zasadę: Tales w wodzie, Anaksymander w bezkresie (apeiron), Heraklit w ogniu, natomiast Anaksymenes w powietrzu. Bardzo wpływowa była filozofia Heraklita, uznającego zmianę za podstawową zasadę rządzącą rzeczywistością. Szczególnie wpływowe było pluralistyczne stanowisko Empedoklesa. Przyjmował on istnienie wielu zasad podstawowych, tworząc koncepcję czterech elementów (żywiołów): wody, ognia, powietrza i ziemi. Elementy są „pierwotne i jakościowo niezmienne”. Mogą się ze sobą łączyć w sposób mechaniczny, tworząc wielość i różnorodność rzeczy we wszechświecie. Koncepcja czterech żywiołów Empedoklesa (zmodyfikowana następnie przez Arystotelesa poprzez dodanie piątego elementu: eteru), pozostała bardzo wpływowa aż do XVI w., będąc np. podstawą alchemii.
Innymi istotnymi szkołami byli pitagorejczycy i atomiści. W południowej Italii Pitagoras skupił wokół siebie grono uczniów, nauczając o matematycznej strukturze rzeczywistości. Zasadą podstawową była dla nich liczba, która stanowiła podstawowy element rzeczy. Pitagoras odkrył zależność między długością struny instrumentu muzycznego a tonem jaki ona wydaje i sformułował hipotezę o kulistości Ziemi. Z kolei atomiści (Leukippos, Demokryt) głosili materialny charakter rzeczywistości, składającej się z małych i niepodzielnych elementów nazwanych przez nich atomami. Idee te miały istotny wpływ na rozwój nowożytnej nauki.
W dziedzinie geografii i historii duże zasługi położyli logografowie jońscy, uczeni opisujący odległe obszary świata, historię Greków i innych ludów. Najwybitniejszy z nich, Hekatajos z Miletu, odbywał dalekie podróże, opisując dalekie kraje i ludy w dziełach Obejście świata i Genealogia. Po upadku powstania jońskiego w 494 p.n.e. greccy uczeni z Azji Mniejszej przenieśli się do Grecji europejskiej, a zwłaszcza do Aten. Historycy działający w Atenach zapoczątkowali naukową historię. Herodot z Halikarnasu pierwszy opisał historię powszechną w swych Dziejach, Tukidydes w Wojnie peloponeskiej dał przykład racjonalistycznej i uporządkowanej historiografii, wolnej od interwencji sił nadprzyrodzonych w tok ludzkich dziejów. Ci pierwsi historycy z prawdziwego zdarzenia dążyli do jak najbardziej zgodnego z prawdą opisu przeszłych wydarzeń.

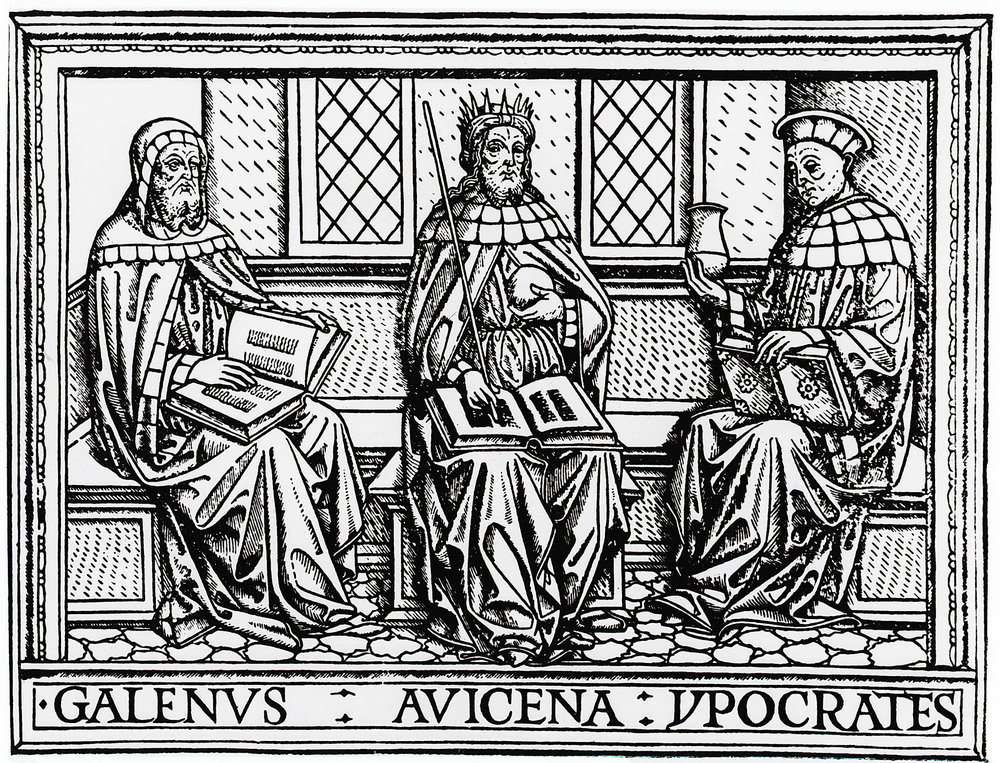
Galen, Awicenna i Hipokrates – ilustracja z XVI-wiecznej księgi medycznej

Na V w. p.n.e. przypadają początki naukowej medycyny. Jej twórcą był Hipokrates z Kos, który pierwszy uznał, iż choroby mają naturalne, a nie nadnaturalne czy boskie podłoże. Uważnie badał symptomy chorobowe i na tej podstawie usiłował skutecznie leczyć swych pacjentów. Założył słynną szkołę medycyny na Kos, będącą zarówno szpitalem i sanatorium, jak i ośrodkiem kształcenia lekarzy. Dzieła jego uczniów wydane jako Corpus Hippocraticum były podstawą medycyny aż do czasów wczesnonowożytnych.
Zagadnienia matematyczno-astronomiczne żywo zajmowały ówczesnych uczonych. Eudoksos z Knidos próbował obliczyć odległość Ziemi od Słońca (jego zdaniem odpowiadała ona odległości Ziemi od Księżyca pomnożonej przez 9). Chryzyp z Soloj rozwijał logikę formalną, wprowadzając pojęcia negocjacji, komunikacji i alternatywy.
Przez wielu za najwybitniejszego uczonego starożytności uważany jest pochodzący ze Stagiry Arystoteles, uczeń filozofa Platona. Był synem lekarza dworu macedońskiego. Ojciec wcześnie zaszczepił mu nawyk obserwacji przyrody, co ułatwiło mu formułowanie swoich koncepcji. Arystoteles wyciągał wnioski ze swych obserwacji rozumowo, rezygnując jednak z matematycznego opisu zjawisk. Arystoteles dokonał pierwszej klasyfikacji nauk i sformułował zasady logiki formalnej (reguł właściwego wnioskowania). Stagiryta odrzucał atomizm, opierając się na koncepcji żywiołów. W konsekwencji uznawał niemożliwość próżni (która jego zdaniem była nie-bytem). Ruch ciał oznaczał u niego przesuwanie jednych rodzajów rzeczy (np. powietrza) i zastępowanie ich innymi (np. poruszanym ciałem). Jedno ciało zastępuje inne ciało, a pomiędzy nimi nie ma żadnych przerw. Filozof był również autorem wpływowych koncepcji ruchu, przestrzeni i czasu. Arystoteles jest uważany za pierwszego systematycznego badacza życia Jego studia na temat powstawania i funkcjonowania istot żywych, stanowią pierwszy tak systematyczny i ugruntowany empirycznie wykład, i aż do XVI w. nie zostały prześcignięte. Wraz z Teofrastem (który zajmował się głównie botaniką) uznawany jest za twórcę biologii. Arystoteles był twórcą szkoły naukowo-filozoficznej – ateńskiego Lykeionu, a jego uczniowie (arystotelicy) zasłynęli systematycznym zbieraniem danych przyrodniczych i tworzeniem nowych koncepcji. W szkole tej zebrano dane na temat ustrojów wielu państw, dokonując klasyfikacji ustrojów i rozpoczynając naukę o instytucjach politycznych. Poglądy Arystotelesa na przyrodę dominowały aż do XVI w., początkowo działając ożywczo, z czasem jednak coraz bardziej hamująco na rozwój. Jednym z większych wyzwań nowożytnego przyrodoznawstwa było przezwyciężenie Arystotelejskiego obrazu świata.

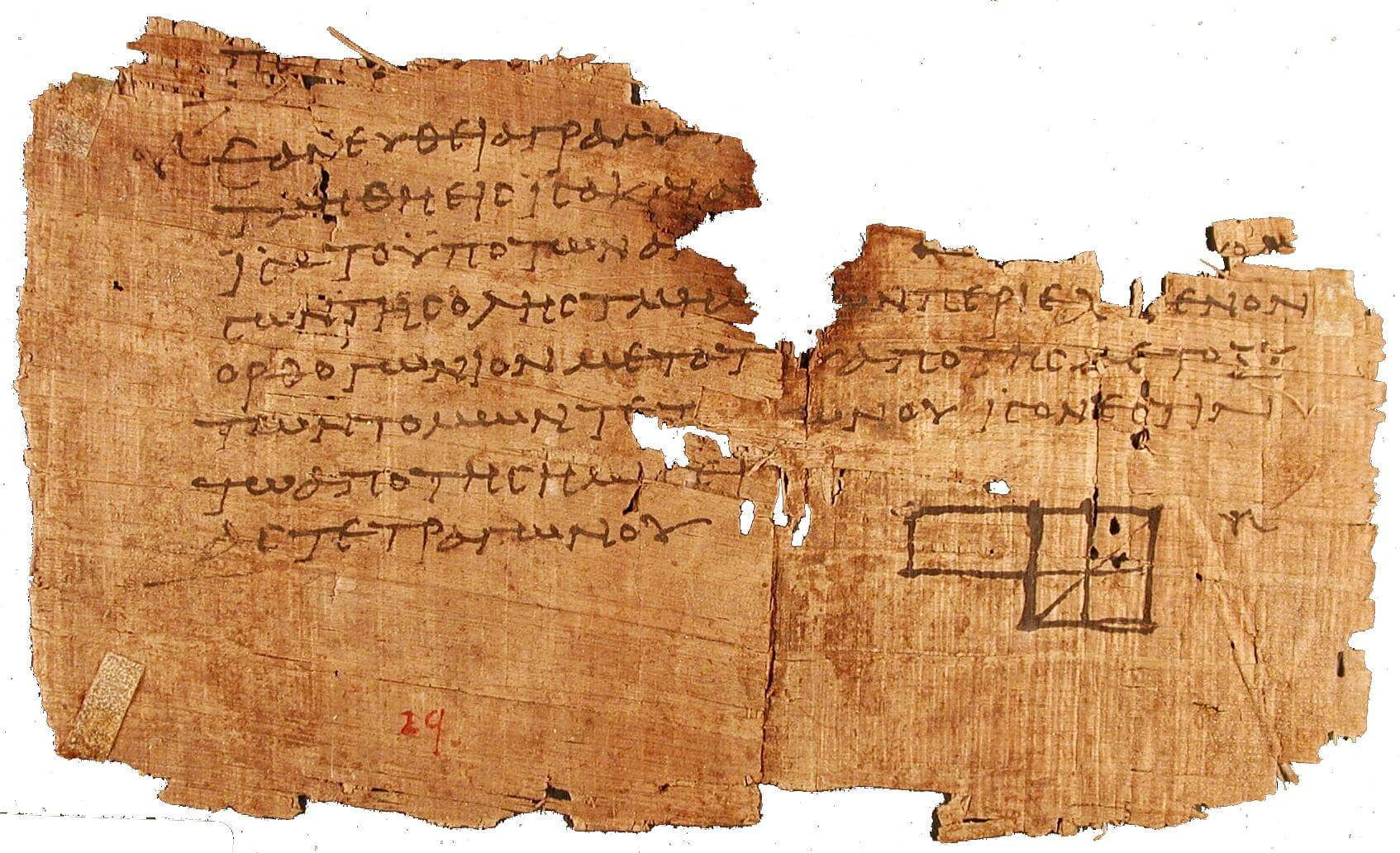
Papirus Oxyrhynchus 29 (III–IV w. n.e.) zawierający fragment drugiej księgi Elementów Euklidesa

Nowe możliwości dla nauki greckiej otworzyły się na skutek podboju Wschodu przez Aleksandra Wielkiego. Rozszerzył się horyzont geograficzny Greków, poznali oni osiągnięcia myśli Wschodu. Monarchowie hellenistyczni chętnie wspierali rozwój nauki, przeznaczając pokaźnie fundusze na badania. Sytuacja ta zaowocowała znaczącymi odkryciami naukowymi i wynalazkami technicznymi. Najważniejszym ośrodkiem naukowym okresu hellenistycznego był założony w 285 p.n.e. w Aleksandrii Muzejon. Był to ośrodek, gdzie grupa najwybitniejszych uczonych zajmowała się przede wszystkim działalnością badawczą. Działał tu Euklides, wybitny matematyk, twórca systemu geometrii opartego na aksjomatach (zdaniach przyjmowanych za prawdziwe). Jego dzieło Elementy stanowiło aż do XIX w. najlepszy wykład geometrii. System euklidesowy miał naturę dedukcyjną.
Archimedes z Syrakuz, wszechstronny uczony, był twórcą podstawowych praw statyki i hydrostatyki (prawa dźwigni, równi pochyłej, ciała zanurzonego w wodzie), rachunku całkowego, był autorem pracy o przekrojach stożków i powierzchni kół. Odkrył liczbę π (ok. 3,14), wynalazł śrubę wodną. Archimedes pierwszy wprowadził metody matematyczne do fizyki. Arystarch z Samos pierwszy wysunął hipotezę heliocentryczną (Ziemia porusza się wokół Słońca), która jednak nie zyskała uznania współczesnych. Astronomowie tacy jak Apoloniusz z Pergi i Hipparch opracowywali system geocentryczny oparty na fizyce Arystotelesa, wyjaśniał on ruch ciał niebieskich przy pomocy skomplikowanego systemu deferentów i epicykli. Eratostenes z Cyreny dokonał pomiaru długości południka ziemskiego, promienia i obwodu Ziemi (pomylił się tylko nieznacznie). Próbę pomiaru odległości Ziemi od Słońca i Księżyca podjął Arystarch. Okres hellenistyczny zaowocował odkryciami w innych dziedzinach nauki. Żeglarz Pyteasz z Massalii podjął wyprawy, których owocem były wiadomości o północnej Europie (prawdopodobnie dopłynął do Islandii). Uczeń Arystotelesa Teofrast, wraz z Arystotelesem, uznawany jest za twórcę botaniki. W swoim dziele „Peri fyton historias” (Historia roślin) opisał ponad 500 gatunków roślin. Lekarze okresu hellenistycznego dzięki przyzwoleniu władców mogli wykonywać sekcje zwłok, co poszerzyło wiedzę o anatomii człowieka.
Z nauk humanistycznych rozwijały się filologia (nauka o języku) i historia. Filologowie dysponujący ogromną ilością tekstów zgromadzonych w bibliotekach mogli je porównywać i oceniać wartość oraz autentyczność różnych wersji. Najwybitniejszym dziełem historycznym tego okresu były Dzieje Rzymu Polibiusza, w których opisywał on dzieje podboju świata śródziemnomorskiego przez Rzym, po raz pierwszy analizując proces historyczny. Lekarz grecki Erasistratos z Keos wysunął ok. 280 p.n.e. hipotezę, że pofałdowanie mózgu ma związek z inteligencją, co było przyczynkiem do badań psychiki człowieka. Historyk Posejdonios z Rodos w swoich dziełach badał zagadnienia poziomu kulturalnego i ekonomicznego różnych państw. Historycy greccy opanowali metody opisywania faktów, wyjaśniania ich przyczyn i oceny. Stopniowo odcięli się od wyjaśnień mitologicznych i zaczęli racjonalnie analizować przebieg dziejów. Jeszcze dwóch wybitnych uczonych przyczyniło się do rozwoju nauki w okresie hellenistycznym. Filon z Bizancjum, żyjący ok. 200 p.n.e. badał zachowanie się gazów pod wpływem ciepła, stosując metodę doświadczalną. Heron z Aleksandrii (żył ok. 150 p.n.e.) był autorem Rozprawy o pneumatyce, w której opisał działania organów i skonstruował pierwszy miniaturową turbinę parową. Uczeni hellenistyczni zgromadzili olbrzymią ilość danych. Wielka Biblioteka Aleksandryjska zawierała ok. 700 tys. rękopisów, stanowiących całokształt ówczesnej wiedzy o świecie. Sławne były też biblioteki w Pergamonie i Antiochii.

## Nauka w starożytnej Azji
Nie tylko grecka nauka miała w starożytności duże osiągnięcia. W Indiach rozwijała się arytmetyka i astronomia. Około roku 1100 p.n.e. Chińczycy jako pierwsi obliczyli nachylenie równika niebieskiego względem ekliptyki. Konstruowali proste sejsmometry służące do mierzenia siły trzęsienia ziemi. Matematyka, algebra i astronomia rozwijały się w Chinach równie dynamicznie co w innych państwach Wschodu. Filozofowie tacy jak Konfucjusz, Laozi czy Mencjusz zapoczątkowali naukową refleksję nad społeczeństwem, służącą praktycznemu celowi rządzenia państwem.

## Działalność naukowa starożytnych Rzymian
Rzymianie zadebiutowali na polu naukowym za sprawą Marka Porcjusza Katona (przełom III i II w. p.n.e.), autora dzieła De agri cultura (O rolnictwie), będącego pracą z dziedziny praktycznej ekonomii i nauk rolniczych, która wskazywała, jak prowadzić dochodowe gospodarstwo rolne. Inna praca Katona Origines (O początkach) omawiała najstarsze dzieje Italii i Rzymu. Rzymianie szybko przyswoili sobie osiągnięcia nauki greckiej, wykorzystując je do swoich praktycznych celów. Marek Terencjusz Warron (116–27 p.n.e.) był autorem wielu dzieł dotyczących różnych zagadnień naukowych. Opisywał najnowocześniejsze dzieje Rzymu, początki kultury ludzkiej (Starożytności spraw boskich i ludzkich), filologię (O języku łacińskim) i rolnictwo (Trzy księgi o rolnictwie). Jego największym dziełem było Dziewięć ksiąg nauk, traktujących o gramatyce, retoryce, matematyce, astronomii i medycynie. Większa część spuścizny tego uczonego nie zachowała się niestety do naszych czasów.
W I w. p.n.e. w dziedzinie historii niemałe zasługi położyli Gajusz Juliusz Cezar i Gajusz Salustiusz Kryspus. Cezar opisał w swych dziełach historię wojen, w których sam brał udział jako jeden z głównych antagonistów (O wojnie galijskiej, O wojnie domowej, O wojnie aleksandryjskiej, O wojnie hiszpańskiej, O wojnie afrykańskiej), zwracając uwagę na zagadnienia techniczne, wojskowe, psychikę ludzką i wpływ tych kwestii na bieg historii. Salustiusz napisał Sprzysiężenie Katyliny i Wojnę z Jugurtą – w dziełach tych przedstawił regres i rozkład republiki rzymskiej. Poeta i filozof Tytus Lukrecjusz Karus (I w. p.n.e.) w swym dziele De rerum natura (O naturze wszechrzeczy) przedstawił materialistyczną wizję świata opartą na atomizmie Demokryta. Realizował koncepcję zmienności w przyrodzie i zastanawiał się nad początkami gatunku ludzkiego.
W I i II w. naszej ery zaznaczyła się działalność historyków rzymskich. Tytus Liwiusz był autorem dzieła Dzieje Rzymu od założenia miasta, w którym dał całościową syntezę dziejów swego narodu. Ogrom materiału zebranego przez Liwiusza i mistrzostwo jego opracowania do dziś wzbudza podziw badaczy. Publiusz Korneliusz Tacyt opisał w swych Dziejach historię Rzymu w okresie wczesnego cesarstwa do panowania Wespazjana, natomiast Gajusz Swetoniusz Trankwillus skupił się na biografistyce opisując Żywoty cezarów. Tą samą drogą poszedł Grek Plutarch z Cheronei, który w Żywotach równoległych opisał życie najważniejszych postaci w historii grecko-rzymskiej. Historycy pochodzenia greckiego opisywali dzieje wyprawy Aleksandra Wielkiego (Flawiusz Arrian) i historię republiki rzymskiej (Appian z Aleksandrii).

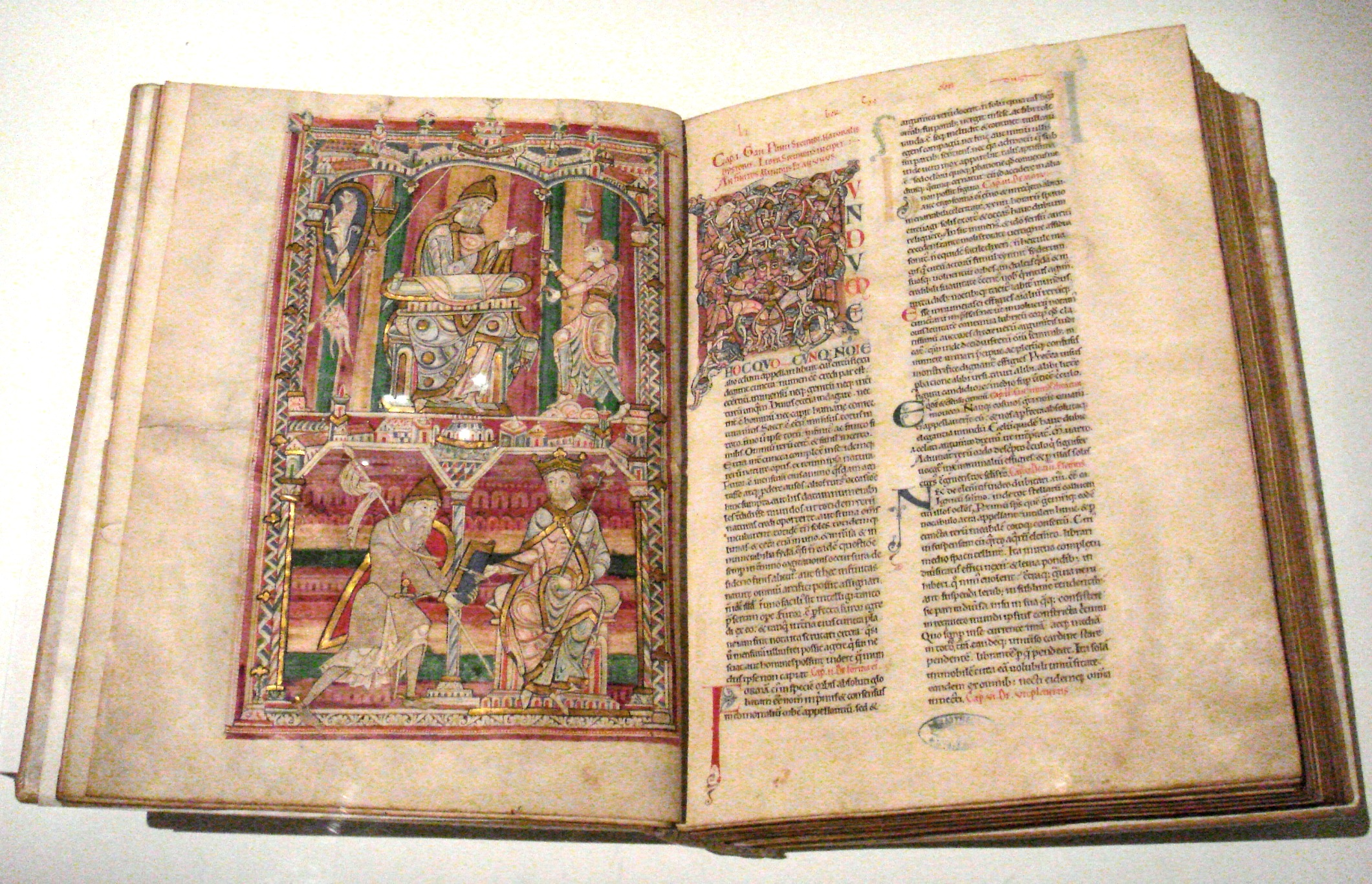
Historia naturalna Pliniusza Starszego, XII-wieczny manuskrypt (Musée de Cluny)

W dziedzinie praktycznego zastosowania nauki zasługi ma Lucjusz Juniusz Columella, autor dzieła o rolnictwie (De re rustica). Pliniusz Starszy był autorem encyklopedii obejmującej całokształt ówczesnej wiedzy (zwłaszcza przyrodniczej). Dzieło to ma tytuł Historia naturalis (Historia naturalna) i traktuje m.in. o geografii, botanice, zoologii, geologii, technice i innych dziedzinach. Astronom Klaudiusz Ptolemeusz opracował system geocentryczny w I w. n.e. w dziele Almagest – jego koncepcja panowała w nauce aż do XVI wieku. Ptolemeusz zajmował się również kwestiami optyki i kartografii. Zebrał całokształt ówczesnej wiedzy geograficznej (podawał współrzędne geograficzne różnych miejsc). Świadectwem geograficznych zainteresowań Rzymian są dwie wyprawy podjęte za panowania cesarza Nerona (54–68 n.e.). Pierwsza z nich, zrealizowana przez nieznanego z imienia ekwitę rzymskiego, dotarła do ujścia Wisły, przechodząc m.in. przez dzisiejsze ziemie polskie. Druga, odbyta przez oficerów rzymskich z Egiptu, dotarła w poszukiwaniu źródeł Nilu w okolice dzisiejszego Chartumu w Sudanie.
Najwybitniejszym lekarzem okresu Cesarstwa rzymskiego był Klaudiusz Galen (osobisty lekarz cesarza Marka Aureliusza), twórca podstaw anatomii i fizjologii. Badał on czynności układu krwionośnego i nerwowego, posługując się analogią z anatomią małp i świń. Pierwszy wykonywał lecznicze wyciągi i nalewki. Uczona z Aleksandrii Maria Żydówka (żyła prawdopodobnie w III wieku n.e.) zajmowała się chemią, szeroko stosując wynalezioną przez siebie udoskonaloną aparaturę destylacyjną. Matematyk aleksandryjski Diofantos (III w. n.e.) był twórcą algebry, rozwiniętej w późniejszym czasie przez Arabów. Historycy żyjący w III, IV, V i VI w. n.e. tworzyli dzieła opisujące późną historię Rzymu i ludów barbarzyńskich (Kasjusz Dion, Wellejusz Paterkulus, Ammianus Marcellinus, Priskos z Panium, Prokopiusz z Cezarei, Jordanes). Na wiek II przypadają również początki alchemii – działalności, której celem była zamiana metali w złoto (transmutacja). Alchemicy udoskonalali aparaturę chemiczną i powiększali zasób wiedzy o substancjach. Alchemię zaadaptowali w średniowieczu Arabowie.
W V w. n.e. św. Augustyn z Hippony zastanawiał się nad niezwykłymi właściwościami magnesu, stwierdzając, że magnetyzm potartego bursztynu ma inną naturę, niż ta sama właściwość rudy magnetytowej. Św. Augustyn zastanawiał się też nad naturą czasu, sensem historii i zasadami funkcjonowania państwa (Wyznania, O Państwie Bożym).

## Nauka po upadku Imperium Rzymskiego na Zachodzie; rola uczonych arabskich
Upadek Cesarstwa rzymskiego na zachodzie pociągnął za sobą regres nauki i filozofii, przede wszystkim z powodu upadku i zubożenia miast. Nie dotknęło to wschodniej części imperium gdzie nadal były aktywne tradycyjne ośrodki naukowe, jak Aleksandria, Antiochia czy Konstantynopol. Jednak już wcześniej działalność naukowa została zdominowana przez komentowanie dzieł wielkich poprzedników z okresu klasycznego i hellenistycznego. W Aleksandrii oryginalnością w podejściu do osiągnięć antycznych odznaczył się Jan Filoponos. Na zachodzie ośrodkami intelektualnymi stały się klasztory, benedyktyńskie, gdzie zakładano biblioteki i skryptoria, jak Monte Cassino czy Sankt Gallen. Zainteresowania skupiały się jednak głównie wokół problemów teologicznych. Wielką rolę w przekazaniu okrojonej wiedzy antycznej odegrali komentatorzy i encyklopedyści wczesnochrześcijańscy jak Izydor z Sewilli, Kasjodor, Boecjusz. Dzięki temu zachowano pewną część starożytnej spuścizny intelektualnej, której depozytariuszem stał się kościół i duchowieństwo. Barbarzyńscy sukcesorzy Imperium Rzymskiego na zachodzie, aż do czasów Karola Wielkiego, nie wykazywali zainteresowania nauką i filozofią, choć interesowali się problemami prawnymi – z tego okresu pochodzi wiele dzieł zawierających spisane zasady prawa plemiennego i próbujących pogodzić je z prawem rzymskim według którego żyli dawni obywatele rzymscy na terenach opanowanych przez germańskie plemiona. Kontynuowano więc myśl prawniczą. Dla chrześcijan istotna była również umiejętność obliczania ruchomych świąt wielkanocnych, co utrzymywało zainteresowanie astronomią. Beda Czcigodny, polihistor, cieszący się wielkim autorytetem mnich anglosaski, utwierdził w swych pismach pogląd o kulistości Ziemi.
W dobie stagnacji kultury intelektualnej na zachodzie palmę pierwszeństwa w nauce przejęły kraje islamu. Muzułmańscy Arabowie w VII w. podbili Bliski Wschód, Północną Afrykę i część Półwyspu Iberyjskiego. Niedługo potem ziemie imperium perskiego. Arabowie doceniali wielkość kultury antycznej i wczesnochrześcijańskiej, mimo iż sami nie posiadali takiej tradycji intelektualnej. Dzięki językowi arabskiemu i wspólnej tożsamości religijnej powstała wielka ekumena cywilizacyjna, gdzie swobodnie krążyli uczeni wielu narodów i kultur – arabskiej, ludów schrystanizowanego cesarstwa rzymskiego oraz perskiej i indyjskiej. Pod rządami kalifów największym centrum kultury stał się Bagdad, gdzie wraz z nestorianami, którzy wyemigrowali z Bizancjum, dotarły dzieła kultury grecko-rzymskiej. Kalifowie byli protektorami nauki. Gromadzili greckie manuskrypty i ich tłumaczenia, a także pisma sprowadzane z Indii. Uczeni muzułmańscy nie poprzestali na gromadzeniu wiedzy – wypracowali własny dorobek naukowy. Przyswoili sobie osiągnięcia matematyki indyjskiej – dziesiętny system zapisu liczb, który znany jest pod nazwą cyfr „arabskich”. Matematyk Al-Chuwarizmi był twórcą podstaw algebry (ok. 801). Lekarz, filozof i poeta Awicenna (980–1037) był autorem Kanonu Medycyny, w którym zawarł podstawowe wiadomości z tej dziedziny. Awicenna znacznie rozszerzył zakres wiedzy medycznej w stosunku do starożytności. Arabowie rozwinęli astronomię, tworząc pierwsze obserwatoria i opracowując wyniki obliczeń w postaci tablic astronomicznych. Uczony z XI w. Alhazen osiągnął znaczące wyniki w badaniach nad optyką geometryczną. Napisał Optykę. Astronomowie arabscy, tacy jak Al Battani i Alpetragius, opracowali kompendium wiedzy astronomicznej.

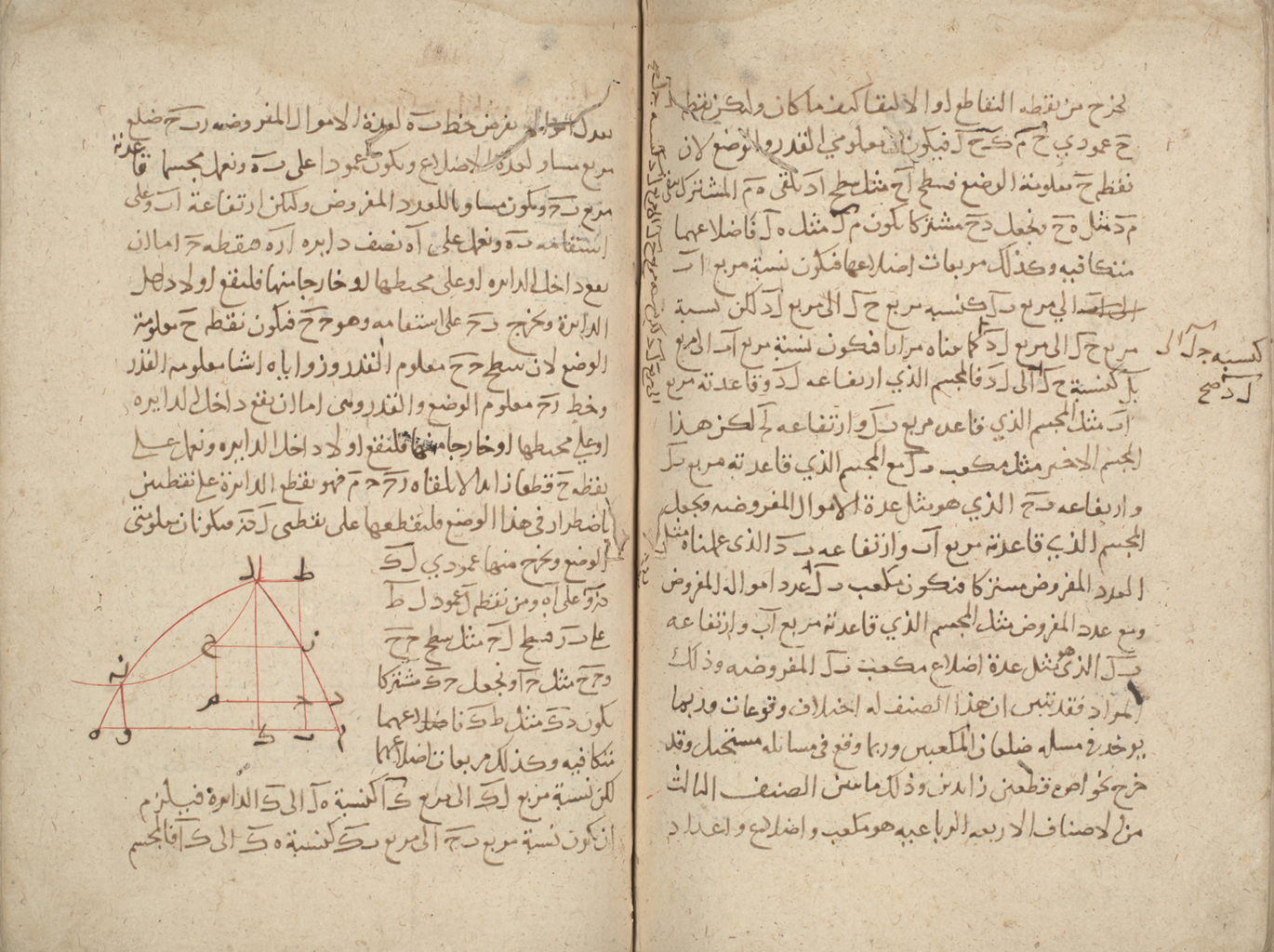
Strony Algebry autorstwa Omara Chajjama (kopia z XIII w.)

Za sprawą Awicenny i uczonego z Kordoby Awerroesa (XII w.) cywilizacja muzułmańska przyswoiła sobie filozofię Arystotelesa, która później właśnie za pośrednictwem Arabów dotarła do Europy. Dalszy postęp w dziedzinie matematyki był dziełem perskiego uczonego Omara Chajjama (1047–1112), który udoskonalił algebrę i stosowany w tym czasie kalendarz. Uczeni arabscy zajmowali się alchemią i umieli wytwarzać na praktyczny użytek różne substancje. Znano w tym czasie 12 pierwiastków – złoto, srebro, miedź, żelazo, cynę, ołów, antymon, kobalt, cynk, rtęć, siarkę i węgiel. Bezskutecznie usiłowano dokonać transmutacji metali w złoto.
Na zachodzie Europy Karol Wielki, reaktywując idee Cesarstwa rzymskiego, zaczął systematycznie wspierać działalność intelektualną (renesans karoliński). Jego osobistym doradcą był wykształcony na tekstach antycznych erudyta i świetny organizator Alkuin. Objął kierownictwo szkoły pałacowej w Akwizgranie. Oparł jej program na siedmiu sztukach wyzwolonych, stopniu niższym – trivium (gramatyka, retoryka, dialektyka) i wyższym – quadrivium (arytmetyka, geometria, astronomia i muzyka) oraz studium Pisma Świętego. Założono wiele innych szkół klasztornych (m.in. w Auxerre, Reims, Sankt Gallen, Chartres). Nauki w pobierali w nich zarówno świeccy, jak i przygotowujący się do stanu duchownego. Działali w tym okresie wybitni uczeni – historycy Einhard, Paweł Diakon i tzw. Geograf Bawarski, Hraban Maur. Ruch zapoczątkowany w epoce Karola Wielkiego kontynuowali w różnym stopniu jego spadkobiercy. Symboliczne znaczenie ma działalność teologiczno-filozoficzna Jana Szkota Eriugeny na dworze Karola Łysego, tradycyjnie uznawanego za ojca scholastyki. Podkreślał rolę rozumu w wyjaśnianiu objawienia oraz zgodność rozumu i wiary. Gerbert z Aurillac, współtwórca tzw. „renesansu ottońskiego” i późniejszy papież Sylwester II, uznawany był za najwybitniejszego matematyka X wieku, który upowszechnił w Europie cyfry arabskie.
Kolejne ożywienie intelektualne nastąpiło dopiero na przełomie XI i XII w. wraz z rozwojem miast i gospodarki, ogólnym podniesieniem się poziomu cywilizacyjnego. Kluczowe znaczenie miała rekonkwista w Hiszpanii. Zdobycie Toledo w 1085 otworzyło przed uczonymi europejskimi dostęp do dzieł naukowych kultury islamu i utraconej części kultury antycznej, co zapoczątkowało intensywną działalność translatorską. W latach 1060–1091 Normanowie opanowali z kolei wcześniejsze zdobycze muzułmańskie na Sycylii. Pierwszym królem Sycylii został w 1130 Roger II, pod którego światłymi rządami kwitła wieloreligijna kultura intelektualna. W Salerno studiowano i tłumaczono pisma uczonych arabskich, arabskie przekłady oraz greckie oryginały pism Arystotelesa. Zapoczątkowało to ferment intelektualny, dzięki któremu nauka została wyrwana ze stagnacji. Ośrodkiem tego ruchu stały się uniwersytety w Paryżu, Bolonii i Oksfordzie. Nowo powstały kierunek scholastyczny filozofii usiłował rozumowo udowodnić prawdy wiary, udoskonalając reguły wnioskowania i dyskusji.

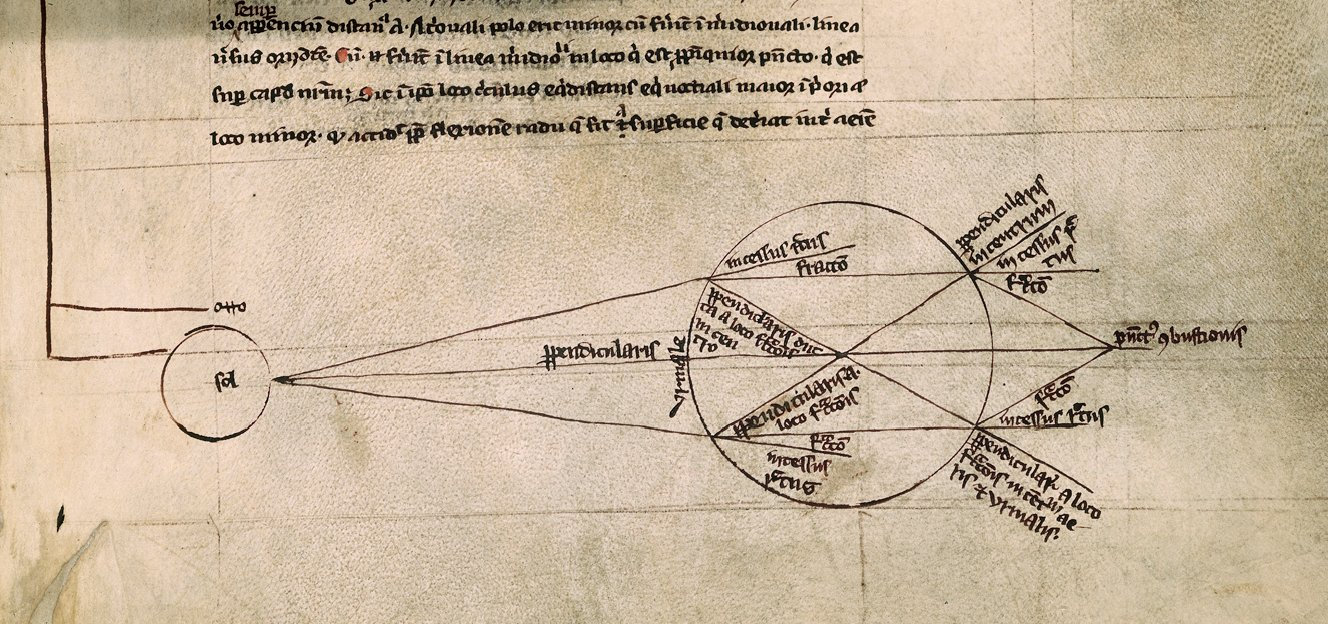
Rysunek z Opus maius Rogera Bacona, przedstawiający załamanie światła przez kulisty szklany pojemnik z wodą (XIII w.)

Średniowieczny uniwersytet będący w założeniu wspólnotą wykładowców i słuchaczy, stał się instytucją pracy dydaktycznej i badawczej. Korzystał z licznych przywilejów i opieki Kościoła oraz władców, ustaliła się tradycja autonomii uniwersytetów. Wiedza była przekazywana studentom w postaci wykładów. Ta forma prowadzenia szeroko rozumianej działalności naukowej utrzymała się do dziś, rozprzestrzeniając się na wszystkie kraje świata. W średniowieczu na uniwersytetach dominowała filozofia scholastyczna, której podstawą była dysputa rozważająca argumenty „za i przeciw” wybranej kwestii teologicznej lub filozoficznej. Organizacja uniwersytetów przypominała cech rzemiosła, będąc wspólnotą mistrzów i uczniów. Językiem wykładów była łacina, co stworzyło wspólnotę intelektualna całej chrześcijańskiej Europy. Początkowo istniało tylko kilka wydziałów (prawo, teologia, sztuki wyzwolone, filozofia). Ożywienie umysłowe rychło zaowocowało osiągnięciami naukowymi. Mnich franciszkański Roger Bacon (1214–1294) pierwszy wysunął koncepcję oparcia nauk przyrodniczych na doświadczeniach, zapoczątkował empiryczne przyrodoznawstwo, przewidywał też przyszły rozwój naukowo-techniczny ludzkości. Bacon opisał mechanizm powstawania tęczy i udoskonalił proch strzelniczy. Leonardo Fibonacci z Pizy (ok. 1002) wprowadził do nauki europejskiej pozycyjny dziesiątkowy system liczenia i rozwinął teorię ciągów liczbowych. Uczeni francuscy Jan Buridan i Mikołaj z Oresme (XIV wiek) wprowadzili do fizyki teorię impetu (będącej zalążkiem pojęcia siły bezwładności) oraz badali ruch przyspieszony przy użyciu wykresów i metod matematycznych. Polski uczony Witelon (ok. 1270) był autorem dzieła na temat optyki – Perspektywy.
Piotr Hiszpan i Jan Duns Szkot (XIII–XIV w.) przyczynili się do rozwoju logiki, wprowadzając związki wynikowe i funkcje prawdziwościowe. Duże znaczenie dla nauki miała wyprawa podróżnika weneckiego Marco Polo na Daleki Wschód w II poł. XIII w. (1272), którą streścił on w dziele Opisanie świata. Średniowieczni historycy byli z początku anonimowymi kronikarzami i rocznikarzami, ograniczającymi się do prostego wyliczania zdarzeń. Tylko w Bizancjum i u Arabów działali uczeni próbujący wnikliwiej zgłębić dzieje. Niketas Choniates (1155–1213) próbował zgłębić przyczyny upadku Bizancjum, a Ibn Chaldun (1332–1406) napisał historię Wschodu, zwracając uwagę na ogólny rozwój nauki, techniki i kultury. Pierwszym wybitniejszym dziełem naukowym historii europejskiej było Zwierciadło świata Wincentego z Beauvais (ok. 1250), obejmujące dzieje ludzkości od początku świata, aż do czasów współczesnych autorowi. Kronikarze w poszczególnych krajach europejskich starali się opisać dzieje swoich narodów (Jan Długosz, Grzegorz z Tours). Historycy średniowieczni nie wyszli poza wąskie ramy chronologii biblijnej, nie starali się też głębiej analizować zdarzeń przeszłości.

## Epoka wielkich odkryć geograficznych
W okresie późnego średniowiecza miało miejsce kilka wydarzeń, które stały się preludium do rozwoju nauki w epoce renesansu. Już w 1238 Cesarz Fryderyk II zezwolił na dokonywanie sekcji zwłok. W 1285 po raz pierwszy zastosowano soczewki, istotne dla późniejszego rozwoju fizyki i astronomii. Ogromną rolę w tych dziedzinach odegrały zegary mechaniczne wynalezione ok. 1320. W tym samym czasie upowszechniły się też portolany – mapy szczegółowo przedstawiające wybrzeża morskie (początkowo Morza Śródziemnego), a w przeciwieństwie do wcześniejszych map, służące praktycznej nawigacji. Fundamentalne znaczenie dla nauki miał również wynalazek ruchomych czcionek do druku dokonany przez Johanna Gutenberga w 1455. Dzięki niemu można było rozpowszechniać nowe idee na niespotykaną dotąd skalę. Możliwa była szybsza wymiana koncepcji między uczonymi i upowszechnianie osiągnięć nauki. Wspomniany wcześniej wynalazek dokładnych map wraz ze zbudowaniem w XV w. pierwszej karaweli umożliwił dokonanie wielkich odkryć geograficznych.
Rewolucja naukowa epoki nowożytnej rozpoczęła się od dokonania wielkich odkryć geograficznych. Wiedza geograficzna średniowiecznych Europejczyków ograniczała się do Europy, Północnej Afryki i Azji. W wydanym w 1492 atlasie Martina Behaima dosyć dokładnie przedstawiono Europę i Morze Śródziemne, gorzej było ze znajomością Azji i Afryki. Zagrożenie mongolskie było przyczyną pierwszych wypraw geograficznych w głąb Azji przedsięwziętych przez mnichów franciszkańskich z inicjatywy papiestwa. W ślad za nimi ruszyli kupcy, czego efektem była praca „Opisanie świata” przez Marco Polo. Relacje z tych wypraw zaczęto włączać do wiedzy geograficznej ok. 1375 (tzw. mapa katalońska), ale fakt dotarcia wikingów w IX w. do Grenlandii i nawet do Nowej Fundlandii nie dotarł do uczonych. Budowanie w II poł. XV w. karawel, użycie logu i busoli znacznie usprawniło europejską żeglugę. Wzrosło zainteresowaniem morzem, żeglugą i zamorską ekspansją. Książę portugalski Henryk Żeglarz (ok. 1430) założył szkołę nawigacji i popierał rozwój żeglugi. Z jego inicjatywy żeglarze portugalscy opłynęli w 1434 przylądek Ras Budżdur i zbadali wybrzeża Afryki, dotarli też do Azorów. W 1474 Krzysztof Kolumb odbył rozmowę ze sławnym geografem Toscanellim, z której wysunął wniosek, że najlepszym sposobem dotarcia do Indii jest żegluga na zachód. W 1492 dzięki poparciu monarchów Kastylii i Aragonii wyruszył na wyprawę z portu Palos de la Frontera i płynąc na Zachód, dotarł 12 października tego roku do wyspy Watling w Archipelagu Bahamów, odkrywając wielki kontynent zachodniej półkuli. W toku następnych wypraw odkryto Kubę, Haiti, Jamajkę i Wybrzeże Ameryki Południowej.

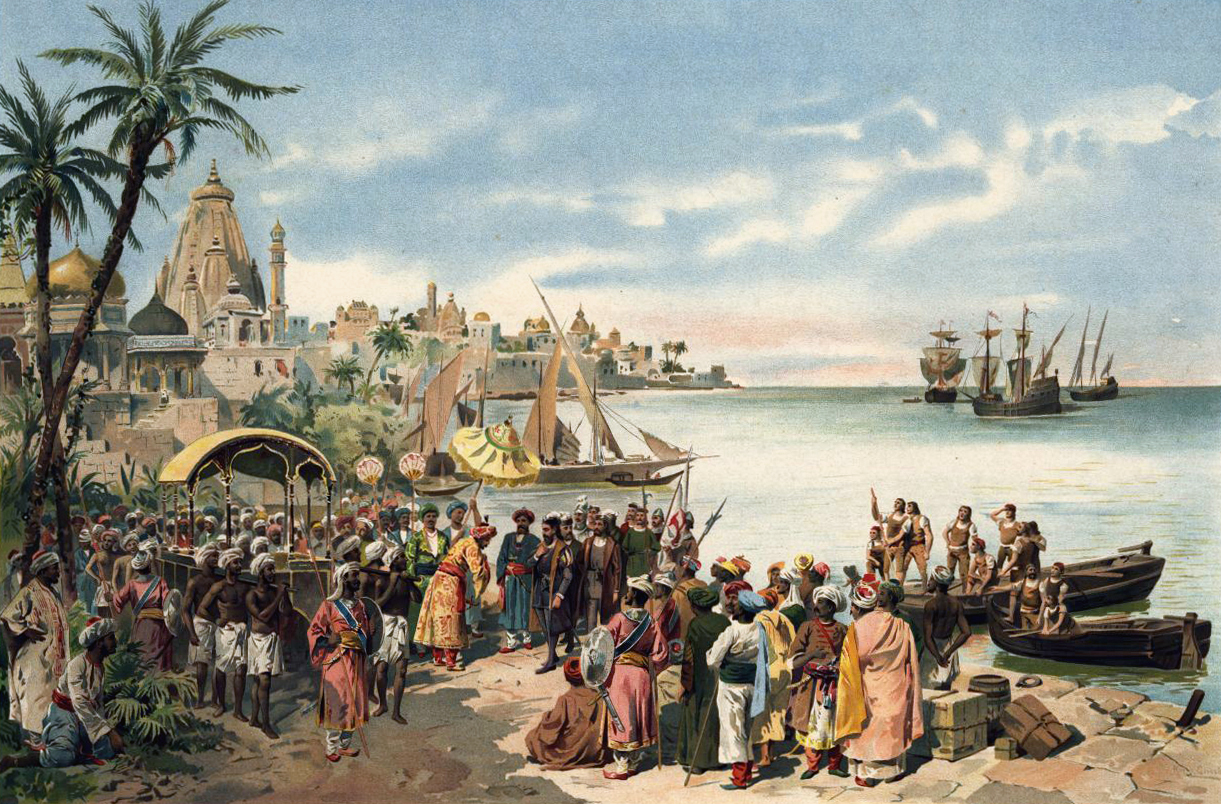
Przybycie Vasco da Gamy do Kalikatu w Indiach (1498), obraz Alfredo Roque Gameiro

Kontynent Ameryki Południowej eksplorowali m.in. Cabral, Balboa i Pinzón. Amerigo Vespucci szczegółowo zbadał zachodnie wybrzeże kontynentu w latach 1500–1505. Jeszcze w 1487 Bartolomeo Diaz opłynął Afrykę. W 1498 żeglarz portugalski Vasco da Gama dotarł drogą morską do Indii, opływając Afrykę. Ogromne znaczenie miała wyprawa dookoła świata Ferdynanda Magellana, który w latach 1519–1522 opłynął kulę ziemską. Ta pierwsza w dziejach wyprawa na taką skalę ostatecznie udowodniła kulistość Ziemi. Wielkie odkrycia geograficzne znacznie poszerzyły horyzont intelektualny Europejczyków. Odkryto zupełnie nowe lądy, doszło do kontaktu z odmiennymi kulturami i cywilizacjami. Odkrycia wpisały się w zachodzący w Europie przewrót intelektualny. Pod koniec istnienia Cesarstwa bizantyńskiego, uczeni bizantyńscy wraz z dziełami autorów antycznych trafili do Włoch, rozbudzając na nowo zainteresowanie dorobkiem starożytności. Niemiecki matematyk i astronom Regiomontanus przetłumaczył dzieło Ptolemeusza z oryginalnego tekstu greckiego, był też autorem dzieła o trygonometrii. Druk umożliwił szybsze rozprzestrzenianie się poglądów naukowych. Około 2090 przedrukowanych w tym czasie książek stanowiły dzieła z zakresu matematyki, nauk przyrodniczych i astronomii. Pierwszymi drukowanymi pozycjami z zakresu nauki były tablice astronomiczne. Sprawy religijne reformacji zwróciły uwagę na stosunek religii do nauki. Powoli zaczynała powstawać nauka nowożytna, bazująca na szczegółowej obserwacji, operująca eksperymentem, aparatem matematycznym i krytycznym myśleniem.
Żyjący w I połowie XVI w. francuski chemik Filip Paracelsus zapoczątkował jatrochemię, której celem było wytwarzanie leków. On to sformułował zasadę: „wszystko jest trucizną i nic nie jest trucizną, ponieważ to dawka czyni truciznę”.
Chociaż już w starożytności pojawiały się poglądy, że Ziemia się porusza (o czym wiedzieli także studenci w średniowieczu) to dominującym modelem do XVI w. w nauce był model Wszechświata oparty na teorii Hipparcha i Ptolemeusza, geocentryzm – nieruchoma Ziemia, którą okrążają planety wraz ze Słońcem. Ciała niebieskie poruszają się w nim po doskonałych okręgach. Model był skomplikowany. Występował w nim system wielu okręgów. Dla starożytnych i średniowiecznych astronomów był to wystarczający system – pozwalał z dużą dokładnością obliczać ruchy ciał niebieskich. Ta wizja Kosmosu opierała się na poglądach Arystotelesa i zakładała, że Ziemia i Słońce wraz z planetami i gwiazdami umieszczone są w „świecie niebiańskim”. rządzonym odmiennymi prawami niż rzeczywistość ziemska. Są one niezmienne i poruszają się ciągłym kolistym ruchem. Pogląd ten został przełamany przez Mikołaja Kopernika. Kopernik studiował w Akademii Krakowskiej, a następnie na uniwersytetach w Padwie i Bolonii. We Włoszech zetknął się z myślą renesansu i ideami filozofów starożytnych. Już wtedy zaczęła w nim kiełkować myśl, że system ptolemejski jest zbyt skomplikowany i po prostu błędny. Z początku chciał go tylko uprościć. W 1507 napisał pracę Commentariolus. w której wyłożył podstawy teorii heliocentrycznej. Prawie 40-letnia, przerywana różnymi obowiązkami praca badawcza dała owoc w postaci dzieła De revolutionibus orbium coelestium, wydanego w rok po śmierci uczonego. Kopernik odrzucił system Ptolemeusza i zaproponował model, w którym nieruchome Słońce okrążane jest przez Ziemię wraz z innymi planetami – heliocentryzm. Ziemia nie jest, jak uważano dawniej, środkiem Wszechświata, tylko jedną z planet krążących wokół Słońca. Teoria Kopernika nie była jednak prostsza od modelu Ptolemeusza i aż do XVIII w. budziła kontrowersje i była ostro zwalczana. Odkrycie Kopernika oznaczało przewartościowanie dawnych pojęć o przyrodzie i w ogóle zmianę całego paradygmatu nauki (przewrót kopernikański). Kopernik sformułował także ekonomiczne prawo zastępowania lepszej monety przez gorszą (prawo Kopernika-Greshama), a jako lekarz pierwszy przeciwstawił się powszechnej w owym czasie praktyce upuszczania krwi.
W 1545 Girolamo Cardano podał ogólną metodę rozwiązywania równań algebraicznych, wprowadził symbole działań matematycznych. W 1543 Andreas Vesalius w dziele De humani corporis fabrica prawidłowo opisał anatomię ludzką, dzięki sekcjom zwłok skorygował błędne opisy Galena. Anatom hiszpański Miguel Servet opisał ok. 1500 płucny obieg krwi. Działający w XVI w. uczeni Mercator, Abraham Ortelius i Willem Blaeu opracowali podstawy nowoczesnej kartografii. Sebastian Münster w 1544 wydał atlas pod nazwą Kosmografia. W 1551 Konrad Gesner opracował całokształt ówczesnej wiedzy zoologicznej, a uczony włoski Andrea Cesalpino zapoczątkował w 1583 systematykę morfologiczną roślin. Ulisses Aldrovandi zapoczątkował w 1602 badania w dziedzinie entomologii. W tym samym czasie William Gilbert badał zjawisko magnetyzmu, wysuwając tezę o istnieniu pola magnetycznego Ziemi.

Graficzna interpretacja II prawa Keplera

Około 1570 Tycho Brahe dokonywał dokładnych obserwacji pozycyjnych planet. Dwaj uczeni w XVII w. szybko podchwycili pomysł Kopernika. Jan Kepler, astronom z Pragi, poprawił system heliocentryczny (odkrył, że planety poruszają się po orbitach eliptycznych, a nie kulistych) i sformułował 3 prawa ruchu planet. Galileusz (1546–1640), fizyk i astronom włoski, również poparł teorię kopernikańską, broniąc jej w Dialogu o dwóch najważniejszych systemach świata – ptolemeuszowym i kopernikowym. Posługując się teleskopem własnej konstrukcji, odkrył fazy Wenus, księżyce Jowisza i góry na Księżycu, szczegółowo zbadał Księżyc (formułując pogląd, że jest on skalistym ciałem niebieskim). Odkrycia te podważały model geocentryczny. Galileusz słusznie założył, że jeśli księżyce Jowisza krążą wokół tej planety, to Ziemia nie jest jedynym ciałem niebieskim, wokół którego krążą inne ciała niebieskie i planety Układu Słonecznego podobnie okrążają Słońce. Kształt faz Wenus również świadczył o tym, że krąży ona wokół Słońca. Poglądy Galileusza i jego odkrycia wzbudziły w XVII-wiecznej Europie szerokie kontrowersje, zwłaszcza że był on bliskim przyjacielem papieża Urbana VIII. W 1633 Galileusza postawiono przed trybunałem Inkwizycji za głoszenie teorii Kopernika, którą podówczas uważano za niezgodną z Biblią i nauką Kościoła. Został on skazany na dożywotni areszt domowy i zmuszony do odwołania swoich poglądów. Wydrukowany już nakład Dialogu Inkwizycja nakazała spalić, a samo dzieło zostało przez Kościół wpisane na Indeks ksiąg zakazanych. Proces ten zapoczątkował trwający aż do XX w. konflikt między Kościołem a nauką. Mimo to teoria heliocentryczna rozpowszechniła się w kołach naukowych Europy, a coraz więcej dowodów pokazywało, że jest słuszna. Obecnie stanowi ona podstawę współczesnego obrazu Wszechświata. Galileusz pierwszy posługiwał się na szeroką skalę metodą eksperymentalną w upowszechnianiu nauki. Sformułował zasadę względności ruchu, prawo swobodnego spadania ciał, odkrył związek pomiędzy siłą a ruchem, wykazał eksperymentalnie istnienie próżni, odkrył prawo działania wahadła, wynalazł 2 istotne instrumenty naukowe – lunetę i termometr. Obalił błędy fizyki Arystotelesa i napisał pierwszy nowoczesny podręcznik fizyki – Rozprawy i dowody matematyczne.
Epoka renesansu zaowocowała wielkimi osiągnięciami w dziedzinie nauk humanistycznych. W II połowie XV i I połowie XVI w. Erazm z Rotterdamu, Joseph Scaliger i św. Tomasz Morus zapoczątkowali nowożytną filologię. Niccolò Machiavelli (1464–1527) wydał Historię Florencji i Rozważania – pierwsze nowożytne dzieło historyczne, łączące historię z zagadnieniami społecznymi, poruszające kwestie prawidłowości rządzących dziejami. Jean Bodin (ok. 1596) napisał podręcznik pt. Metoda łatwego poznania historii, w którym omawiał reguły doboru i interpretacji źródeł historycznych, kładąc tym samym metodologiczne podwaliny pod naukową historię. Teoria procesu dziejowego Bodina kładła nacisk na czynniki geograficzne. W chronologii odszedł Bodin od tradycyjnego podziału dziejów na okresy 4 monarchii. Inny badacz, Francuz Lancelot Voisin de La Popelinière (dzieło Historia historii – 1599) sformułował zadania historii mówiąc, że jej celem jest rozważanie przyczyn dla odkrycia prawdy. Jean Bodin i Machiavelli tworzyli też teorię państwa i prawa (Książę Machiavellego i Sześć ksiąg o Rzeczypospolitej Bodina). Thomas Mun i Jean-Baptiste Colbert zapoczątkowali nowożytną ekonomię, badając znane im z praktyki procesy ekonomiczne.

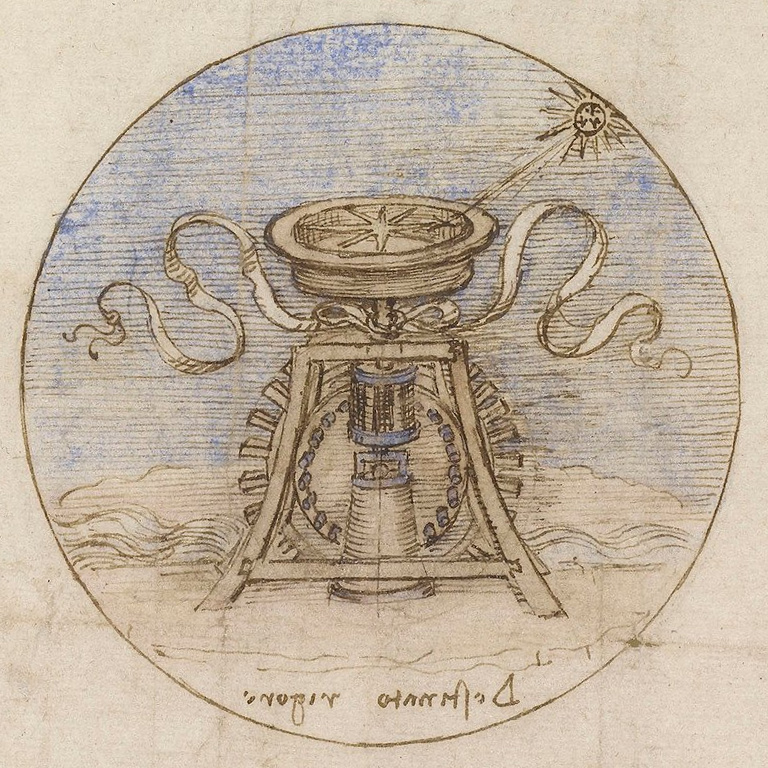
Kompas żyroskopowy zasilany wodą – rysunek Leonarda da Vinci (Codex Windsor, przed 1517)

Tommaso Campanella (1568–1639) zanalizował naukowo państwowość hiszpańską (Monarchia ispanica) i sformułował program państwa idealnego (Miasto Słońca). Zainteresowanie światem antycznym i historią poszczególnych krajów zaowocowało zbieraniem informacji o starożytności i początkami badania najstarszych dziejów. Antykwariusz angielski William Camden opublikował w swojej pracy Britannia (1586) listę miejsc, w którym wysunął hipotezę antropologicznego pochodzenia kurhanów, kładąc podstawy dla archeologii. Leonardo da Vinci (1452–1519) wszechstronny artysta, filozof, anatom, fizyk i technik prekursorsko próbował sformułować prawo grawitacji, był twórcą teorii rozchodzenia się fal, zajmował się akustyką i optyką, prawidłowo interpretował skamieniałości i warstwy geologiczne, był pionierem wprowadzania matematyki do nowożytnych nauk przyrodniczych, badał anatomię człowieka. Da Vinci był też zdolnym konstruktorem i teoretykiem techniki.
Giordano Bruno (1548–1600), filozof włoski i zwolennik teorii Kopernika, sformułował teorię o wielości światów zamieszkanych. Został przez Inkwizycję skazany na spalenie na stosie za herezję. Procesy Galileusza i Bruna na pewien czas zahamowały rozwój nauki w krajach katolickich. Cieszące się większą wolnością myśli kraje protestanckie (Anglia, Niderlandy, Szwecja) stały się nowymi ośrodkami rewolucji naukowej. Już w 1638 przemycono z Włoch Rozprawy [...] Galileusza i wydrukowano je w Lejdzie.
W Anglii Francis Bacon opracował w latach 1620–1623 program nowej nauki (wyłożony w dziełach Nowa Atlantyda i Novum Organum), opartej na empiryzmie. Nauka w pojęciu Bacona miała służyć opanowywaniu materialnego świata przez człowieka i czerpaniu z niego korzyści; pogląd ten oparty był na biblijnym nakazie Boga: „czyńcie sobie Ziemię poddaną”. Bacon roztaczał wizję wielkiej nauki i jej przyszłych odkryć oraz wynalazków techniki (przewidział m.in. wynalezienie samochodu, okrętu silnikowego i telewizji). Opracował indukcyjną metodę dowodzenia naukowego i określił ramy metodologiczne prowadzenia badań. W tym czasie we Francji René Descartes (Kartezjusz 1595–1690) w swej Rozprawie o metodzie opracował matematyczny sposób dowodzenia w nauce. Kartezjusz postulował, by uczeni przechodzili od problemów prostszych do trudniejszych, zawsze sprawdzali słuszność swych wniosków oraz dążyli do jasnej i wyraźnej prawdy.

## Od rewolucji naukowej do czasów oświecenia
Renesans był epoką przejściową między średniowieczem a nowożytnością. Centralną postacią w rewolucji naukowej XVII w. jest Isaac Newton, urodzony w roku śmierci Galileusza (1642). Newton zastosował konsekwentnie metody matematyczne (m.in. wynaleziony przez siebie rachunek różniczkowy i całkowy) do opisu ruchu i procesów zachodzących w świecie fizycznym. Sformułował prawo powszechnego ciążenia i prawa dynamiki w dziele Philosophiae naturalis principia mathematica (1687). Odkrycie Newtona było przełomowe – prawo grawitacji wyjaśnia i opisuje zarówno ruch wszystkich ciał na Ziemi, ciał niebieskich, a także zjawisko pływów morskich. Obalona została fizyka Arystotelesa – błędna koncepcja ciążąca nad fizyką od ponad 2000 lat. Teoria newtonowska – mechanika klasyczna – przewidziała istnienie kilku nieznanych wcześniej zjawisk: spłaszczenia kuli ziemskiej na biegunach i okresowego powrotu komety Halleya. Ale osiągnięcia Newtona mają znacznie głębszą naturę. Przede wszystkim ukazał on rolę matematyki i eksperymentu w wyjaśnianiu prawidłowości rządzących przyrodą. Oparł on swoje wyjaśnienia na podstawowych, precyzyjnych pojęciach: sile, pracy, ruchu – ściśle określonych matematycznie. Fizyka stała się pierwszą nauką ścisłą w pełnym tego słowa znaczeniu – poddającą się w pełni opisowi matematycznemu. Dzieło angielskiego uczonego umożliwiło dokonywanie odkryć w nowożytnej fizyce i astronomii. Stało się możliwe przewidywanie ruchu planet, ciał niebieskich i obiektów na Ziemi, a także konstruowanie skuteczniejszych urządzeń technicznych. Na bazie teorii Newtona powstał nowy pogląd naukowy – mechanicyzm, zakładający, że za pomocą praw mechaniki klasycznej można wyjaśnić wszystkie zachodzące w świecie zjawiska. Fizyka stała się wzorem dla innych nauk, z pomocą newtonowskich równań opisywano ilościowo ciepło, elektryczność i magnetyzm. Mechanicyzm aż do początku XX w. dominował w nauce, uważano, że zadaniem fizyków mogą być tylko coraz dokładniejsze obliczenia. Dopiero prace Einsteina, Rutherforda i Schrödingera znacznie ograniczyły stosowalność mechaniki klasycznej, która dziś jest z powodzeniem używana do opisu ruchu ciał w polu grawitacyjnym Ziemi, oddziaływań i ruchu większości ciał niebieskich, ale nie stosuje się już do mikroświata i prędkości zbliżonych do prędkości światła.

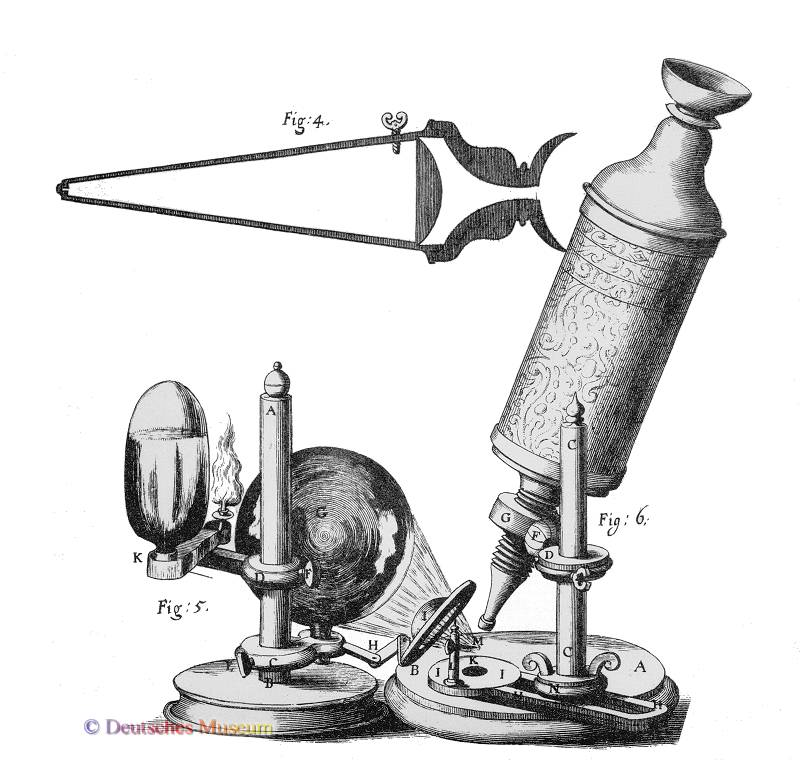
Rysunek mikroskopu Roberta Hooke’a z jego dzieła Micrographia (1665)

W 1628 lekarz angielski William Harvey opisał prawidłowo krążenie krwi i fizjologiczne funkcje serca. Uczeń Galileusza Evangelista Torricelli udowodnił w 1643, że powietrze posiada swą wagę i istnieje ciśnienie atmosferyczne. W 1650 Bernard Varenius opublikował dzieło Geographia generalis, w którym opisał Ziemię, zapoczątkowując syntetyczną geografię. Pierre de Fermat we Francji pracował nad podstawami rachunku różniczkowego, teorii prawdopodobieństwa i sformułował tzw. wielkie twierdzenie Fermata. Fizyk włoski Francesco Maria Grimaldi po raz pierwszy zaobserwował w 1666 zjawisko dyfrakcji światła. Chemik Robert Boyle podał w 1661 definicję pierwiastka chemicznego (prosta, trwała, nie dająca się rozłożyć substancja), rozwinął metody analizy chemicznej, sformułował pierwsze prawa przemian gazowych. Jego dzieło Chemik sceptyczny stało się początkiem nowoczesnej chemii. Dwaj uczeni – Robert Hooke w Anglii i Antonie van Leeuwenhoek w Holandii zaczęli obserwować świat małych organizmów żywych przy pomocy skonstruowanych przez siebie mikroskopów. Zbadali strukturę tkanek roślinnych i zwierzęcych, pierwsi opisali plemniki w nasieniu ludzkim, bakterie i pierwotniaki oraz budowę owadów. Odkryli i opisali komórki – podstawowe cegiełki budulcowe organizmów. Pomiędzy 1675 a 1682 Marcello Malpighi i Nehemiah Grew opracowali podstawy fizjologii roślin i odkryli mikroskopijne naczynia włosowate. W 1676 Ole Rømer stwierdził, że prędkość światła jest skończona, a w 1690 Christiaan Huygens podał falową teorię światła. W 1693 John Ray wprowadził do nauki pojęcie gatunku, a rok później Rudolf Camerarius wykazał istnienie płci u roślin kwiatowych. W 1697 Georg E. Stahl wysunął przypuszczenie, że nośnikiem ciepła jest substancja zwana flogistonem. Francis Bacon był nie tylko propagatorem nauk przyrodniczych – zasłużył się też na polu metodologii historii, wskazując na rolę rekonstrukcji przeszłości i bezstronnego ukazywania faktów. Jean Mabillon w 1681 opracował pierwszy podręcznik dyplomatyki – nauki pomocniczej historii, zajmującej się badaniem dokumentów. Tak zwani bollandyści opracowali podstawy nowoczesnego źródłoznawstwa historycznego. Pierre Bayle wydał w 1695 Słownik historyczny, w którym opowiadał się za bezstronnością i autonomią badawczą historyka.
Giambattista Vico (1688–1744) rozwijał teorię uniwersalnych praw rozwoju ludzkości, podzielił dzieje na trzy epoki następujące po sobie w ewolucyjnym porządku (Zasady nowej nauki o wspólnej naturze Narodów). Rozwijało się zainteresowanie starożytnością i jej naturalnymi pozostałościami. Antykwariusz John Aubrey (1626–1697) sklasyfikował zabytki archeologiczne w Brytanii i opisał metodologiczną budowę Stonehenge (Monumenta Britanica). Jacob Spon (1647–1685) jako pierwszy użył terminu „archeologia” na określenie badań nad starożytnością. W 1666 Roger de Gaignières opisał starożytne zabytki Francji w dziele Antiquite des Gaules. Myśl ekonomiczną rozwijali William Petty (1623–1687), który stworzył pojęcie ceny naturalnej i Dudley North, twórca koncepcji wolnego handlu. Refleksje nad kwestiami społecznymi podjęli: Hugo Grocjusz (1583–1645), twórca koncepcji prawa naturalnego, John Locke (1632–1704) teoretyk nowożytnego ustroju politycznego i Thomas Hobbes (1588–1679) twórca teorii państwa i umowy społecznej. W pierwszym okresie nowożytnej rewolucji naukowej najwybitniejsi badacze byli zwykle amatorami i nie byli związani z uniwersytetami. Ich badania nie miały wiele wspólnego z pracą zawodową. Od XVII w. zaczęły się pojawiać towarzystwa naukowe, służące intensyfikacji wysiłków badawczych, wymianie i weryfikacji wyników. Pierwsze powstały we Włoszech (Accademia dei Lincei, Accademia del Cimento). Najważniejszymi jednak towarzystwami powstałymi w tym okresie były: Royal Society of London for the Promotion of Natural Knowledge (1662) i Francuska Akademia Nauk w Paryżu (1666). Ich członkami byli najwybitniejsi uczeni swoich czasów (również dziś do Royal Society są wprowadzani badacze legitymujący się najwybitniejszymi osiągnięciami). Z korespondencji uczonych rozwinęła się nowa forma wymiany wyników badań – czasopisma naukowe, ów uniwersalny język i środek komunikacji uczonych. Pierwszymi czasopismami naukowymi były: Philosophical Transactions wydawane od 1665 przez Royal Society i Journal des Savants, wychodzący z inicjatywy Akademii Nauk w Paryżu. Ta pomysłowa forma wymiany informacji i poglądów znacznie zintensyfikowała rozwój wiedzy – odtąd w nauce liczył się ten, kto przedstawiał innym uczonym swe myśli.

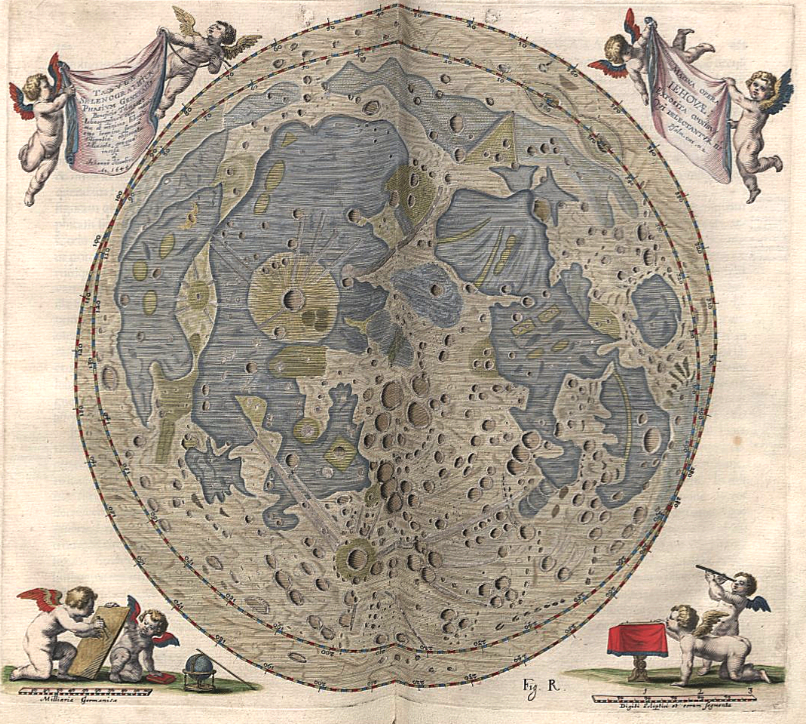
Mapa księżyca autorstwa Jana Heweliusza (Selenographia: silve Lunae Descriptio)

Dla nauki XVII i XVIII w. duże znaczenie miały prace niemieckiego matematyka Gottfrieda Leibniza, który niezależnie od Izaaka Newtona opracował zasady rachunku różniczkowego i próbował sformułować zasady logiki symbolicznej. Około 1680 Jan Heweliusz (1611–1687), astronom z Gdańska, wybudował największy w tamtych czasach teleskop i opracował dokładne mapy Księżyca. W 1705 Edmond Halley opublikował Zasady astronomii komet, w której wykazał, że poruszają się one po orbitach eliptycznych. Obserwował kometę nazwaną później jego imieniem i przewidział jej zbliżenie się do Słońca. W 1718 Halley odkrył ruchy własne gwiazd. W 1714 Gabriel Fahrenheit jako pierwszy ustalił i wprowadził skalę temperatur zwaną skalą Fahrenheita. W 1727 Stephen Hales zapoczątkował swym dziełem Vegetable Staticks fizjologię roślin. Najwybitniejszym biologiem XVIII w. był jednak Szwed Karol Linneusz (1707–1778), który zapoczątkował nowoczesną systematykę, porządkując najpierw gatunki roślin w Species Plantarum, a później wszystkie znane w jego czasie gatunki organizmów ujął w jeden spójny system klasyfikacyjny w dziele Systema Naturae. Wprowadził dwuczłonowe łacińskie nazewnictwo gatunków (wyraz rodzaju + wyraz gatunku np. Bos indicus – bawół). W 1727 Joseph Priestley i Jan Ingenhousz zapoczątkowali badania nad fotosyntezą. Rok później James Bradley odkrył zjawisko aberracji światła. W 1738 Daniel Bernoulli sformułował podstawy hydrodynamiki i zapoczątkował kinetyczną teorię gazów. W 1740 Charles Bonnet odkrył zjawisko partenogenezy.
W latach 1743–1788 fizycy i matematycy tacy jak: Pierre Laplace czy Leonhard Euler badali mechanikę układu punktów materialnych, ciała stałego i hydrodynamiki. Leonhard Euler rozwinął analizę matematyczną, trygonometrię, rachunek wariacyjny. Jego prace tworzyły matematyczne podstawy techniki i fizyki. W 1748 Antoine Lavoisier odkrył prawo zachowania masy w reakcjach chemicznych. W latach 1757–1766 wydano dzieło Albrechta von Hallera Elementa physiologiae corporis humani, w którym zawarta była ówczesna wiedza o organizmie ludzkim – praca ta zapoczątkowała nowożytną fizjologię. W 1759 Caspar Friedrich Wolff udowodnił teorię epigenezy i obalił teorię preformacji w biologii. W 1738 John Harrison wynalazł precyzyjny zegar morski, który służył do obliczania długości geograficznej (co stanowiło wówczas duży problem). W 1742 Anders Celsius wprowadził swoją skalę temperatur opartą na zachowaniu się wody, a trzy lata później Pieter van Musschenbroek skonstruował pierwszy kondensator elektryczny (butelkę lejdejską). Około 1760 Lazzaro Spallanzani jako pierwszy obalił teorię samorództwa za pomocą swych doświadczeń dotyczących procesów gnicia różnych substancji organicznych. W 1744 Joseph Priestley odkrył tlen i zbadał jego rolę w przyrodzie, a także w procesie oddychania.

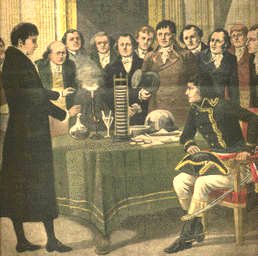
Alessandro Volta demonstruje Napoleonowi zjawiska elektryczne

W latach 1771–1785 Charles Coulomb sformułował na podstawie swoich badań prawa elektrostatyki. W 1773 Hilaire-Marin Rouelle uzyskał mocznik z moczu; w tym samym czasie Carl Scheele wyizolował glicerol z oliwy, kwas cytrynowy, mlekowy i moczowy. Prace te zapoczątkowały chemię organiczną, udowadniając, że substancje organiczne można syntetyzować bez udziału istot żywych. W 1751 po raz pierwszy prawidłowo wyznaczono odległość Ziemi od Księżyca. W 1777 Antoine Lavoisier wyjaśnił oddychanie komórkowe i spalanie jako proces łączenia się substancji z tlenem. Około 1782 René-Just Haüy opracował podstawy krystalografii. W 1781 William Herschel odkrył planetę Uran, a dwa lata później stwierdził ruch Układu Słonecznego. W tym samym roku Lazzaro Spallanzani stwierdził, że trawienie jest procesem chemicznym. Postępowały w tym czasie prace nad zjawiskiem elektryczności. W 1786 Luigi Galvani odkrył zjawiska elektryczne w organizmach zwierząt, a Alessandro Volta skonstruował pierwsze ogniwo elektryczne. W 1789 Antoine Laurent de Jussieu ułożył pierwszy filogenetyczny układ systematyki roślin. W 1788 hrabia Rumford i Humphry Davy odkryli związek ciepła z pracą mechaniczną. W dziedzinie chemii istotne było odkrycie praw stechiometrycznych przez Johna Daltona i Josepha Gay-Lussaca w latach 1793–1811. W 1793 Christian Konrad Sprengel odkrył zjawisko zapylania kwiatów przez owady. W 1796 Edward Jenner dokonał pierwszego szczepienia przeciwko ospie. W 1800 Alessandro Volta zbudował baterię elektryczną.
W XVIII w. wzrosło zainteresowanie geologią i paleontologią. Twórcą nowoczesnej geologii był James Hutton (1726–1797), który sformułował prawa stratygrafii geologicznej, a paleontologii Georges Cuvier – twórca anatomii porównawczej, wytrwały badacz skamieniałości. Przyrodnik Georges Buffon (1701–1788) opisał rozwój życia na Ziemi, wysuwając hipotezę o znacznym wieku Ziemi.
W obrębie nauk humanistycznych rozwijała się w XVIII w. historia. Filozof i historyk francuski Voltaire (1694–1778) pierwszy zerwał z układem chronologicznym w swoich pracach, przedstawił koncepcję postępu w dziejach, był twórcą pierwszej historii kultury (Rozprawa o zwyczajach i duchu narodu, 1769). Jean Condorcet także poparł koncepcję postępu w książce Szkic obrazu postępu ducha ludzkości poprzez dzieje (1792), w której badał prawa rządzące biegiem dziejów. Nicolas Boulanger w 1776 i Charles Dupuis w 1794 zapoczątkowali swoimi pracami nowożytne religioznawstwo. W 1738 zaczęły się prace wykopaliskowe w Pompejach i Herkulanum, od których datuje się rozwój archeologii nowożytnej. W 1750 Johann Georg Eccard napisał pracę De origine Germanorum, w której badał pochodzenie ludów germańskich, a w 1764 Johann J. Winckelmann wydał Historię sztuki starożytnej – pierwszą próbę naukowego opracowania źródeł archeologicznych. W 1784 Thomas Jefferson przeprowadził pierwsze naukowe wykopaliska archeologiczne, służące wyjaśnieniu konkretnych problemów badawczych (pochodzenie kurhanów w USA). Edward Gibbon (1737–1794) badał zagadnienie upadku Cesarstwa rzymskiego, które opracował w dziele Zmierzch i upadek cesarstwa rzymskiego. Ważnym dla historii i archeologii wydarzeniem była wyprawa Napoleona do Egiptu w 1798. Rozbudziła ona zainteresowanie starożytnym Egiptem i przyniosła plon w postaci źródeł archeologicznych i pisanych z tego terenu.
Wiek XVIII to także czas rozwoju ekonomii. Na początku znaczenie zyskała szkoła fizjokratyczna François Quesnaya, przypisująca największą wartość ziemi, potem jednak David Ricardo, a zwłaszcza Adam Smith opracowali zasady klasycznej ekonomii. Badania nad naturą i przyczynami bogactwa narodów (1776), najważniejsza praca Smitha, była opracowaniem zasad współczesnej ekonomii, w której położono nacisk na znaczenie pracy. Thomas Malthus, twórca demografii, opublikował w 1798 książkę Rozważania o zasadach populacji, w której sformułował pogląd, że liczba ludności świata wzrasta w postępie geometrycznym, a zasoby w postępie arytmetycznym. W XVIII w. opublikowano pierwsze encyklopedie – kompendia wiedzy przeznaczone dla szerokiego ogółu, które przyczyniły się do rozpowszechnienia osiągnięć nauki i techniki. Najbardziej znaczące z nich to Wielka encyklopedia francuska (1772) i Encyklopedia Britannica (1771). Zainteresowanie nauką w cywilizacji Zachodu było coraz szersze. Władcy, którzy chcieli się liczyć w świecie, tworzyli akademie nauk skupiające najlepszych krajowych specjalistów. Zaczęły się kształtować profesjonalne kadry naukowe. Wzrosła liczba towarzystw naukowych.

## Nauka XIX w.
W początku XIX w. toczyły się w nauce spory, zwłaszcza w dziedzinie nauk o Ziemi i biologii. Pierwszy z nich toczyli neptuniści – zwolennicy poglądu o głównej roli morza w kształtowaniu powierzchni Ziemi, z plutonistami, którzy uważali, że to aktywność wulkanów odgrywa naczelną rolę w tym procesie. Kolejny spór wynikł pomiędzy zwolennikami Georges’a Cuviera, którzy utrzymywali, że dzieje Ziemi były znaczone katastrofami niszczącymi okresowo życie (katastrofiści), a uczonymi uważającymi, że rozwój życia na Ziemi przebiega w stopniowy, ewolucyjny sposób (aktualiści), przy czym zmiany na ten rozwój wpływające były tej samej natury, co procesy obecnie kształtujące Ziemię.

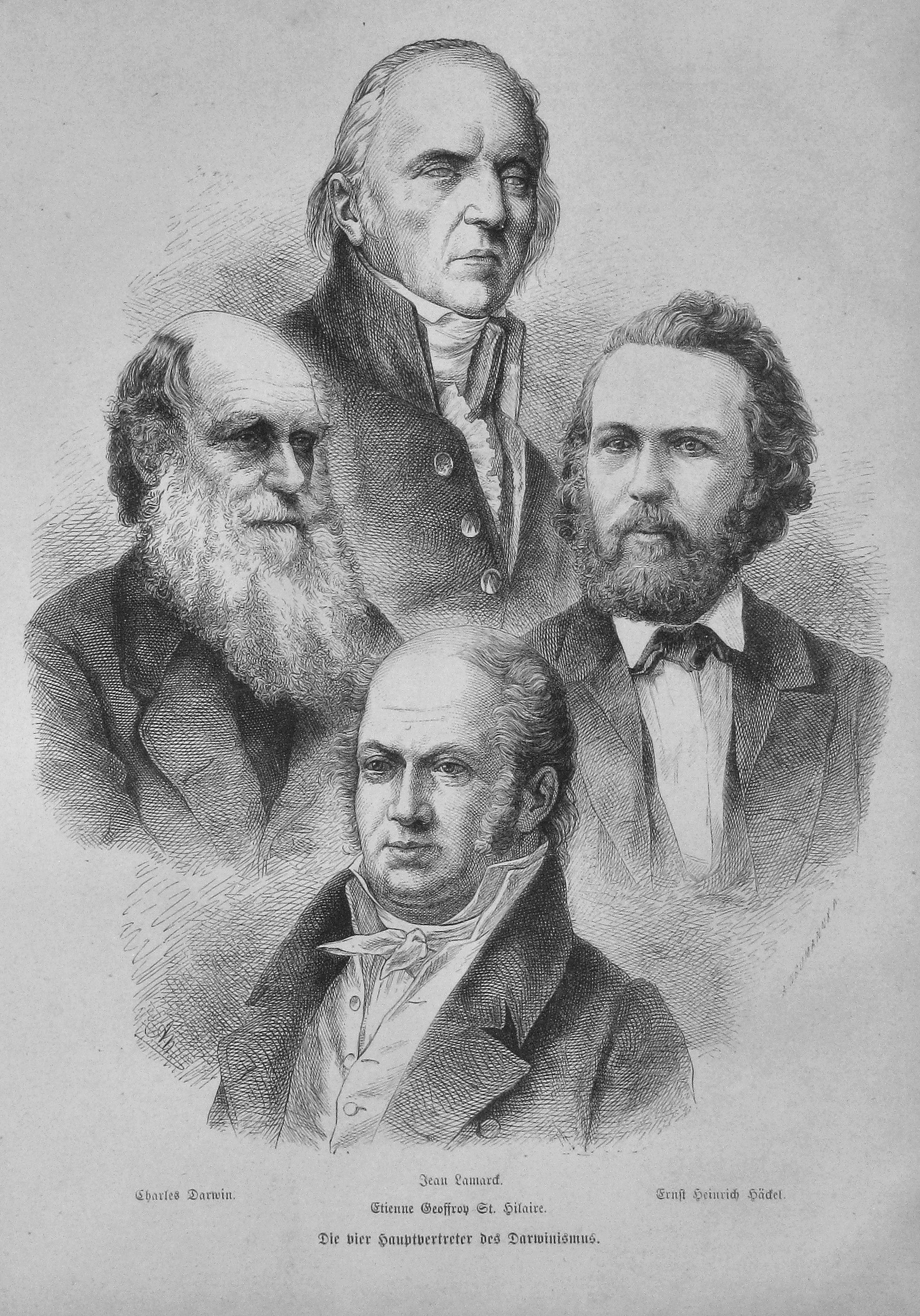
Ojcowie ewolucjonizmu: Jean-Baptiste de Lamarck, Charles Darwin, Ernst Haeckel, Étienne Geoffroy Saint-Hilaire – ilustracja z Die Gartenlaube (1873)

Rzecznik drugiego poglądu, Jean-Baptiste de Lamarck sformułował mglistą jeszcze koncepcję ewolucji organicznej, opierającą się na idei ciągłości życia. Cuvier był przeciwny tej idei, nie wierzył też w istnienie człowieka w przeszłych epokach geologicznych (słynne zdanie Cuviera „l’homme fossile n’existe pas” – „człowiek kopalny nie istnieje”). Te dwa spory miały się przyczynić do przełomu w rozumieniu dziejów Ziemi w połowie XIX wieku. Tymczasem odkrycia zaczęły narastać lawinowo, szybko powiększała się wiedza o świecie, a wyniki badań znajdowały praktyczne zastosowanie. W 1800 Jean Senebier i Nicolas-Théodore de Saussure odkryli, że rośliny syntetyzują związki organiczne z dwutlenku węgla i wody, opisując zasady procesu fotosyntezy. Pomiędzy 1802–1805 Pierre Latreille opracował podstawy wiedzy o stawonogach. Działający w Niemczech matematyk Carl Friedrich Gauss rozwinął w I połowie XIX w. algebrę, teorię liczb, geometrię i teorię potencjału. Jego osiągnięcia wpłynęły znacząco na rozwój fizyki w kolejnych latach. W 1803 John Dalton wysunął hipotezę, że pierwiastki chemiczne składają się z atomów – najmniejszych części materii o określonej masie i rozmiarach. W tym samym roku odkryto zjawiska interferencji i polaryzacji światła. W 1804 Jędrzej Śniadecki sformułował koncepcję obiegu materii w przyrodzie. W 1805 pierwszy raz wyizolowano aminokwas asparaginę. Aleksander von Humboldt, niemiecki uczony i podróżnik, badał geologię i florę Ameryki Południowej i Uralu, prowadził pionierskie prace nad geografią roślin, a w swych dziełach zawarł całokształt ówczesnej wiedzy przyrodniczej. W 1808 John Dalton i Amadeo Avogadro sformułowali podstawę atomistycznej teorii budowy materii. W latach 1809–1829 J.B. de Lamarck i Georges Cuvier wprowadzili do nauki swoje koncepcje – ewolucjonizm i katastrofizm. Cuvier odkrył zasadę korelacji w budowie organizmów i z powodzeniem rozwijał anatomię porównawczą, co pozwalało mu rekonstruować wymarłe zwierzęta, a Lamarck wysunął hipotezę wspólnego pochodzenia wszystkich organizmów. W latach 1816–1859 Carl Ritter dokonał syntezy wiedzy o Ziemi i działalności człowieka na Ziemi. Od 1818 Thomas Young i Augustin Fresnel rozwijali falową teorię światła. W 1820 Hans Ørsted odkrył zjawiska elektromagnetyczne, a André Ampère zbadał oddziaływanie dwóch przewodników prądu elektrycznego. W 1824 Carl Friedrich Gauss, János Bolyai i Nikołaj Łobaczewski opracowali pierwsze systemy geometrii nieeuklidesowej. W 1837 Karl Ernst von Baer odkrył komórkę jajową ssaków. Justus von Liebig i Friedrich Wöhler tworzyli w tym czasie teoretyczne podstawy chemii organicznej. W 1822 zmierzono prędkość dźwięku w powietrzu, w tym samym roku Jöns Jacob Berzelius wyodrębnił pierwiastek krzem. W 1825 H. Ørsted wyodrębnił glin. Okres od połowy XVIII do początku XX wieku nazwano złotym okresem odkrywania pierwiastków chemicznych, gdyż w tym czasie odkryto zdecydowaną większość pierwiastków. André Ampère podał w 1825 teorię magnetyzmu wprowadzając pojęcie prądu i napięcia. W 1828 Friedrich Wöhler zsyntetyzował mocznik, obalając tym samym teorię witalizmu. W 1830 Charles Lyell, zwolennik aktualizmu geologicznego, odkrył zasady stratygrafii i podał teorię ewolucji geologicznej w pracy „Principles of Geology”. będącej początkiem nowoczesnej geologii. W 1831 Michael Faraday odkrył zjawisko indukcji elektromagnetycznej. W tym samym roku biolog Robert Brown odkrył istnienie jądra komórkowego. W 1833 wysunięto hipotezę o centralnym znaczeniu enzymów w biologii, a Faraday ogłosił prawa elektrolizy. W tym samym roku Charles Babbage skonstruował pierwszą maszynę liczącą, poprzedniczkę późniejszych komputerów. W 1836 Berzelius i Liebig wyjaśnili fermentację jako proces enzymatyczny, a w następnym roku Faraday wprowadził pojęcie pola fizycznego. W 1838 Gerardus Johannes Mulder przeprowadził pierwsze systematyczne badania białek. Matthias Schleiden i Theodor Schwann podali teorię komórkowej budowy organizmów. W tymże roku Friedrich Bessel po raz pierwszy obliczył paralaksę gwiazdy. W 1840 German Hess wykazał związek pomiędzy cieplnymi efektami reakcji chemicznej a Justus von Liebig sformułował teorię mineralnego odżywiania się roślin. W 1841 Hugo von Mohl wydał pracę na temat budowy i powstawania tkanek roślinnych, a rok później James Joule sformułował pierwszą zasadę termodynamiki. Lata 40. XIX w. przyniosły poważne osiągnięcia medyczne – narkozę za pomocą chloroformu i eteru oraz początkowe prace nad trawieniem człowieka. W 1846 astronom Johann Gottfried Galle odkrył planetę Neptun. Biolodzy wykazali, że zarodek roślinny powstaje z udziałem komórki jajowej i opisali zjawisko przemiany pokoleń u roślin (Wilhelm Hofmeister w 1850). Richard Owen, paleontolog brytyjski, wprowadził do nauki pojęcie analogii i homologii narządów, Johannes P. Müller zapoczątkował fizjologię porównawczą. Kierunek ewolucyjny w anatomii porównawczej ugruntował Karl Gegenbaur. W 1854 Bernhard Riemann opracował nieeuklidesową geometrię przestrzeni. W latach 1854–1859 Gustav Kirchhoff i Robert Bunsen opracowali metody analizy spektralnej (widmowej) substancji, co otworzyło nowe możliwości przed nauką, zwłaszcza przed chemią, fizyką, astronomią i biologią. Dzięki tej metodzie udało się poznać m.in. skład chemiczny gwiazd. Léon Foucault określił prędkość światła (c = 299 792 458 m/s) i wykazał istnienie ruchu obrotowego i obiegowego Ziemi za pomocą wynalezionego przez siebie wahadła. Fizjolog Claude Bernard określił rolę wątroby w przemianie cukrów, odkrył własności soku trzustkowego i wyizolował glikogen. W latach 1856–1868 fizycy, m.in. James Clerk Maxwell, pracowali nad kinetyczną teorią materii. W 1857 Ludwik Pasteur opisał proces fermentacji alkoholowej. Friedrich Kekulé sformułował teorię budowy związków organicznych i zaczął budować ich modele. W 1858 Stanislao Cannizzaro wysunął tezę o niepodzielności atomów i podzielności cząstek, a Rudolf Virchow opracował podstawy patologii komórkowej.
Pierwsza połowa XIX w. obfitowała w znaczące osiągnięcia w dziedzinie nauk humanistycznych. Auguste Comte (1798–1857) sformułował zasady socjologii i rozpoczął badania w tej dziedzinie nauki, które kontynuował m.in. Herbert Spencer (1820–1903) twórca ewolucjonistycznej koncepcji dziejów Wszechświata i ludzkości, pionier badań socjologicznych i koncepcji liberalizmu. Historia stała się w tym czasie profesjonalną dyscypliną naukową uprawianą na uniwersytetach, powstały pierwsze towarzystwa i czasopisma historyczne. Jules Michelet (1798–1856) opisał historię Francji, a Thomas Carlyle (1795–1881) i Thomas Macaulay (1800–1859) historię Anglii. Zaczęto wydawać serie źródeł historycznych np. „Monumenta Germaniae Historica” (1819). Leopold Ranke (1795–1886) kładł nacisk na potrzebę wiernego opisywania faktów w dziełach historycznych. Theodor Mommsen (1817–1903) wydał w latach 1854–1856 „Historię starożytnego Rzymu”. w której zaprezentował krytyczne podejście do źródeł historycznych dochodząc do nowych wniosków na temat początków Rzymu. Henry Thomas Buckle (1821–1862) w swojej „Historii cywilizacji w Anglii” (1857) po raz pierwszy zastosował metody nauk przyrodniczych w historii. Uzależniał bieg dziejów od czynników naturalnych (klimatu, temperatury, krajobrazu, fauny i flory). Archeologia I połowy XIX w. wydała już systematycznych eksploratorów badających konkretne stanowiska metodą wykopaliskową, takich jak Richard Colt Hoare w Anglii oraz Caleb Atwater i Ephraim George Squier w USA. Archeolodzy szybko przyswoili sobie metody stratygrafii geologicznej. Jacques Boucher de Perthes (1788–1868) udowodnił głęboką starożytność rodzaju ludzkiego odkrywając w żwirowiskach rzeki Sommy narzędzia krzemienne obok szczątków wymarłych zwierząt. Odkrycie to potwierdzone przez geologów brytyjskich (m.in. Charlesa Lyella), którzy złożyli wizytę wspomnianemu badaczowi, stało się przełomowe w archeologii zapoczątkowując badania nad prehistorią. W 1836 Christian Thomsen wprowadził do nauki system trzech epok: kamienia, brązu i żelaza, który stał się podstawowym systemem chronologicznym w archeologii. W 1856 odkryto szczątki człowieka neandertalskiego w jaskini Feldhofer w Niemczech. Dokonany został znaczący postęp w badaniu cywilizacji starożytnych. W 1822 Jean Francois Champollion odczytał hieroglify egipskie na podstawie kamienia z Rosetty. Karl Richard Lepsius i Auguste Mariette rozpoczęli pierwsze systematyczne wykopaliska w Egipcie. W latach 1843–1845 Paul-Émile Botta i Austen Henry Layard zainicjowali badania wykopaliskowe na stanowiskach Tell Chorsabad i Tell Nimrud w Mezopotamii. W 1857 Henry C. Rawlinson odczytał pismo klinowe. John Lloyd Stephens i Frederick Catherwood odkryli nieznaną dotychczas nauce starożytną cywilizację Majów w Ameryce Środkowej. Ferdinand Keller opisał w 1854 osady palowe z epoki neolitu, brązu i żelaza w Szwajcarii.
Odkrycia nauk biologicznych i nauk o Ziemi przygotowały dogodny grunt dla teorii ewolucji biologicznej. J.B. Lamarck pierwszy zwrócił uwagę na możliwość wspólnego pochodzenia różnych organizmów. Praca Lyella „Zasady geologii” zakończyła spór między neptunistami i plutonistami. Znaleziska szczątków istot praludzkich w Niemczech i we Francji podniosły kwestię biologicznego pochodzenia człowieka.

Zięby Darwina (grafika Johna Goulda)

Trzecim przełomem, którego wartości dla nauki nie sposób przecenić, było sformułowanie teorii ewolucji w biologii. W biologii i geologii aż do przełomu XVIII i XIX w. dominował paradygmat poznawczy oparty na błędnych poglądach Arystotelesa i dosłownej interpretacji „Biblii”. Ziemię i gatunki na nie bytujące uważano za niezmienne od chwili jej powstania. Już jednak w epoce nowożytnej uczeni tacy jak Jean-Baptiste de Lamarck, Georges Buffon czy Charles Lyell wysuwali przypuszczenie, że wiek Ziemi jest większy niż 6000 lat, a gatunki ulegały przemianom w czasie. Jednak do czasów połowy XIX w. wszelkie tezy na ten temat były błądzeniem po omacku. Spójna teoria transformacji ziemskiej biosfery przyszła za sprawą Charlesa Darwina, brytyjskiego przyrodnika, który w latach 30. XIX w. szukał zajęcia mogącego zaspokoić jego zainteresowania. W grudniu 1831 zaokrętował się na statek brytyjskiej marynarki wojennej HMS Beagle i odbył na nim podróż dookoła świata badając rozmaite gatunki roślin i zwierząt, zbierając skamieniałości i dokonując setek obserwacji. Odkrycie skamieniałości wymarłych ssaków trzeciorzędowych w Ameryce Południowej i porównanie ich ze współczesnymi zwierzętami skłoniło Darwina do wysunięcia śmiałej hipotezy, w której utwierdziły go wyniki obserwacji gatunków żyjących na Wyspach Galapagos. Oddajmy głos uczonemu: „Byłem tak uderzony rozmieszczeniem form organicznych żyjących na Wyspach Galapagos, oraz naturą amerykańskich ssaków kopalnych, że postanowiłem zbierać na oślep wszystkie bez wyjątku fakty, które mogłyby zaważyć w jakikolwiek sposób na tym, co się nazywa gatunkiem. Przeczytałem mnóstwo książek rolniczych i ogrodniczych i nigdy nie przestałem gromadzić faktów, aż wreszcie błysnęły promienie światła i jestem prawie przekonany (wbrew temu co myślałem w chwili rozpoczęcia badań), że gatunki nie są niezmienne”. Materiał zebrany przez Darwina w ciągu blisko 30 lat pracy posłużył do sformułowania teorii ewolucji biologicznej. W 1842 do identycznych jak Darwin wniosków doszedł pracujący niezależnie na Malajach biolog brytyjski Alfred Russel Wallace. 1 lipca 1858 na posiedzeniu Towarzystwa Linneuszowskiego w Londynie wygłoszona dwa referaty streszczające teorię Darwina i Wallace’a opierającą się na obserwacji zmienności organizmów, prostym procesie doboru naturalnego, wyjaśniającą proces zmiany i powstawania gatunków. Obecni wtedy w siedzibie Towarzystwa uczeni stali się świadkami historycznego przełomu w dziejach myśli ludzkiej. W 1859 Darwin opublikował swe główne dzieło: On the Origin of Species by Means of Natural Selection, or the Preservation of Favoured Races in the Struggle for Life, w którym streścił główne zasady teorii ewolucji. W 1871 opublikował pracę na temat pochodzenia człowieka – The Descent of Men, and Selection in Relation to Sex, w której odniósł swą teorię do gatunku ludzkiego. Dawne, błędne pojęcia na temat przyrody zostały obalone – obraz statycznego i młodego świata zastąpiła zgodna z rzeczywistością wizja Ziemi zmieniającej swe oblicze przez miliony lat i gatunki przekształcające się w wyniku działania doboru naturalnego. Stało się jasne, że wszystkie organizmy pochodzą od najprostszych form bytujących w początkach dziejów życia na Ziemi. Darwin w zakończeniu swej najważniejszej książki napisał, że na początku Stwórca natchnął życiem jedną lub kilka najprostszych form, z których skutek procesów ewolucyjnych rozwinął się szereg gatunków. Mimo to tezy Darwina wzbudziły trwające do dziś ostre spory światopoglądowe. Przewidywania teorii ewolucji okazały się słuszne, prowadząc do jej potwierdzenia (włącznie z dowodami pochodzącymi z zapisu kopalnego i ostatnio z badań DNA) – istnienie skamieniałości gatunków będących protoplastami współczesnych ludzi, oraz przewidywanie dotyczące wieku Ziemi, która musi być bardzo starą planetą, by mogły na niej zajść powolne procesy ewolucyjne. Obydwa przewidywania zostały potwierdzone – wykopaliska odsłoniły liczne szczątki istot praludzkich, a badania prof. Adolpha Knopfa w latach 50. XX w. i opracowanie metod datowania izotopowego wydłużyło wiek Ziemi do 4,5 mld lat. Teoria ewolucji po raz kolejny zmieniła zapatrywania na miejsce człowieka w przyrodzie, stał się częścią natury, biologiczne rzecz ujmując jednym z gatunków. Teoria rozwinięta przez Thomasa Henry’ego Huxleya, Sewalla Wrighta, Johna Haldane’a i innych uczonych stała się jedną z podstaw wiedzy przyrodniczej.
Kolejnym epokowym osiągnięciem biologii tego okresu było sformułowani podstaw mikrobiologii, odkrycie roli drobnoustrojów w chorobach zakaźnych i opracowanie podstaw immunologii przez Ludwika Pasteura i Roberta Kocha w latach 1860–1885.

Różniczkowa postać równań Maxwella (wg Olivera Heaviside’a)

W 1861 Max Schultze podał nowoczesną definicję komórki, natomiast Aleksander Butlerow wykazał zależność właściwości związków organicznych od ich przestrzennej struktury. W 1862 Julius von Sachs wykazał, że skrobia powstaje w procesie fotosyntezy. Thomas Henry Huxley, współpracownik Charlesa Darwina powiązał kwestię pochodzenia człowieka z teorią ewolucji w dziele „Man’s place in nature” (1863). Ustalił pochodzenie płazów od ryb i ptaków od gadów, zapoczątkowując kierunek ewolucyjny w zoologii. W 1864 po raz pierwszy skrystalizowano białko hemoglobinę. James Clerk Maxwell sformułował podstawy elektrodynamiki. W 1865 Friedrich Kekule podał strukturę chemiczną cząsteczki benzenu. Biolodzy ewolucyjni – Ernst Haeckel i Włodzimierz Kowalewski rozwijali badania nad pochodzeniem gatunków tworząc embriologię porównawczą (Haeckel odkrył prawo biogenetyczne, a Kowalewski ustalił tok ewolucji konia). Bardzo istotnym wydarzeniem (choć jego konsekwencje dały znać o sobie dopiero w 1900) było odkrycie w 1866 praw dziedziczności przez opata klasztoru augustianów w Brnie, Gregora Mendla, który podał owe prawidłowości w pracy „Badania nad mieszańcami roślin”. Swoją pracą Mendel rozpoczął badania w dziedzinie genetyki. W 1867 Cato Guldberg i Peter Waage odkryli prawo działania mas w chemii. W 1869 Dymitr Mendelejew na podstawie odkrytego przez siebie prawa okresowości pierwiastków chemicznych skonstruował używany do dziś układ okresowy pierwiastków (tzw. tablica Mendelejewa). W tym samym roku odkryto podwójną naturę porostów (składających się z grzyba i glonu), a Friedrich Miescher wyizolował kwasy nukleinowe. W 1871 Klimient Timiriaziew wyjaśnił proces fotosyntezy i odkrył znaczenie chlorofilu. W 1872 Eduard Pflüger dowiódł, że tlen jest zużywany przez wszystkie tkanki zwierząt. Ważnym osiągnięciem medycyny było wprowadzenie zasad aseptyki przez Josepha Listera w 1867. Od tego czasu lekarze zobowiązani są myć ręce przez operacją i dezynfekować narzędzia chirurgiczne. W 1873 Hermann Fol opisał proces mitozy (fazy podziału komórek), a Władimir Kowalewski sformułował zasady paleontologii ewolucyjnej. W 1874 Georg Cantor podał zasady teorii zbiorów. W 1876 Alfred Russel Wallace wykrywając związek pomiędzy rozmieszczeniem zwierząt a czynnikami geograficznymi oraz historyczno-geologicznymi podał podstawy zoogeografii; rok później Karl Möbius wprowadził do nauki pojęcie biocenozy. W 1877 znalazł też miejsce w nauce termin „enzym”. W 1879 Wilhelm Wundt założył pierwszą eksperymentalną pracownię psychologiczną. W 1881 wykazano niezależność prędkości światła od układu odniesienia. W 1883 Ilja Miecznikow odkrył fagocytozę, a W. Nernst sformułował teorię ogniw galwanicznych. W tym samym roku Zygmunt Wróblewski i Karol Olszewski zapoczątkowali rozwój fizyki niskich temperatur skraplając tlen, azot i dwutlenek węgla. Thomas Alva Edison odkrył emisję termoelektronową, a William Herschel określił przybliżony kształt i rozmiary Drogi Mlecznej. W 1885 Ludwik Pasteur po raz pierwszy zastosował szczepionkę przeciw wściekliźnie. W 1887 szwedzki chemik Svante Arrhenius sformułował teorię dysocjacji elektrolitycznej, zaś Heinrich Hertz odkrył fale elektromagnetyczne i zjawisko fotoelektryczne. Rosyjski uczony polskiego pochodzenia, Konstantin Ciołkowski wysunął ideę lotów międzyplanetarnych z użyciem rakiet wielostopniowych napędzanych silnikiem odrzutowym. W latach 1893–1903 Iwan Pawłow prowadził istotne prace nad mechanizmami odruchów u zwierząt. W 1890 skrystalizowano pierwsze białko (albuminę jaj kurzych). Charles Sherrington dokonał w tym czasie równie istotnych dla neurobiologii odkryć dotyczących funkcji neuronów, synaps i odruchowej czynności rdzenia kręgowego. W 1892 Henri Poincaré opracował matematyczną teorię chaosu. August Weismann sformułował teorię plazmy zarodkowej i zapoczątkował nowy kierunek w badaniach biologicznych – neodarwinizm. W 1892 Dmitrij Iwanowski oraz Martinus Beijerinck odkryli wirusy. W 1895 lekarz wiedeński Zygmunt Freud sformułował teorię psychoanalizy, a Wilhelm Röntgen odkrył promienie X. W 1897 Joseph John Thomson odkrył elektron, a Antoine Henri Becquerel wykrył naturalną promieniotwórczość uranu. Marceli Nencki odkrył chemiczne podobieństwo w budowie chlorofilu i hemoglobiny. Santiago Ramón y Cajal opisał strukturę sieci neuronowej. W 1898 Maria Skłodowska-Curie i Pierre Curie prowadząc badania nad naturalną promieniotwórczością odkryli pierwiastki rad i polon. W 1900 odkryto ponownie zapomniane prace Grzegorza Mendla na temat natury dziedziczności. Max Planck badając zjawisko promieniowania ciała doskonale czarnego sformułował pierwsze przesłanki teorii kwantów. W 1901 Karl Landsteiner odkrył istnienie grup krwi, a Hugo de Vries ogłosił teorię mutacji. Na przełomie XIX i XX w. działali w Stanach Zjednoczonych dwaj wybitni, rywalizujący ze sobą paleontolodzy – Edward D. Cope i Othniel Charles Marsh, którzy odkryli i opisali wiele gatunków zwierząt kopalnych (m.in. mastodonta i dinozaury – gady z okresu mezozoicznego). Henry Fairfield Osborn całościowo opracował ssaki kopalne z Ameryki Północnej. W 1902 Alexis Carrel opracował technikę szwu naczyniowego i dokonał pierwszego autoprzeszczepu nerki u psa. Emil Fischer i Franz Hofmeister wykazali, że białka mają polipeptydową strukturę. W 1903 w nauce po raz pierwszy zastosowano termin biochemia. W 1904 Iwan Pawłow ustalił podstawy fizjologii wyższych czynności nerwowych, wprowadził pojęcie odruchów warunkowych i bezwarunkowych.

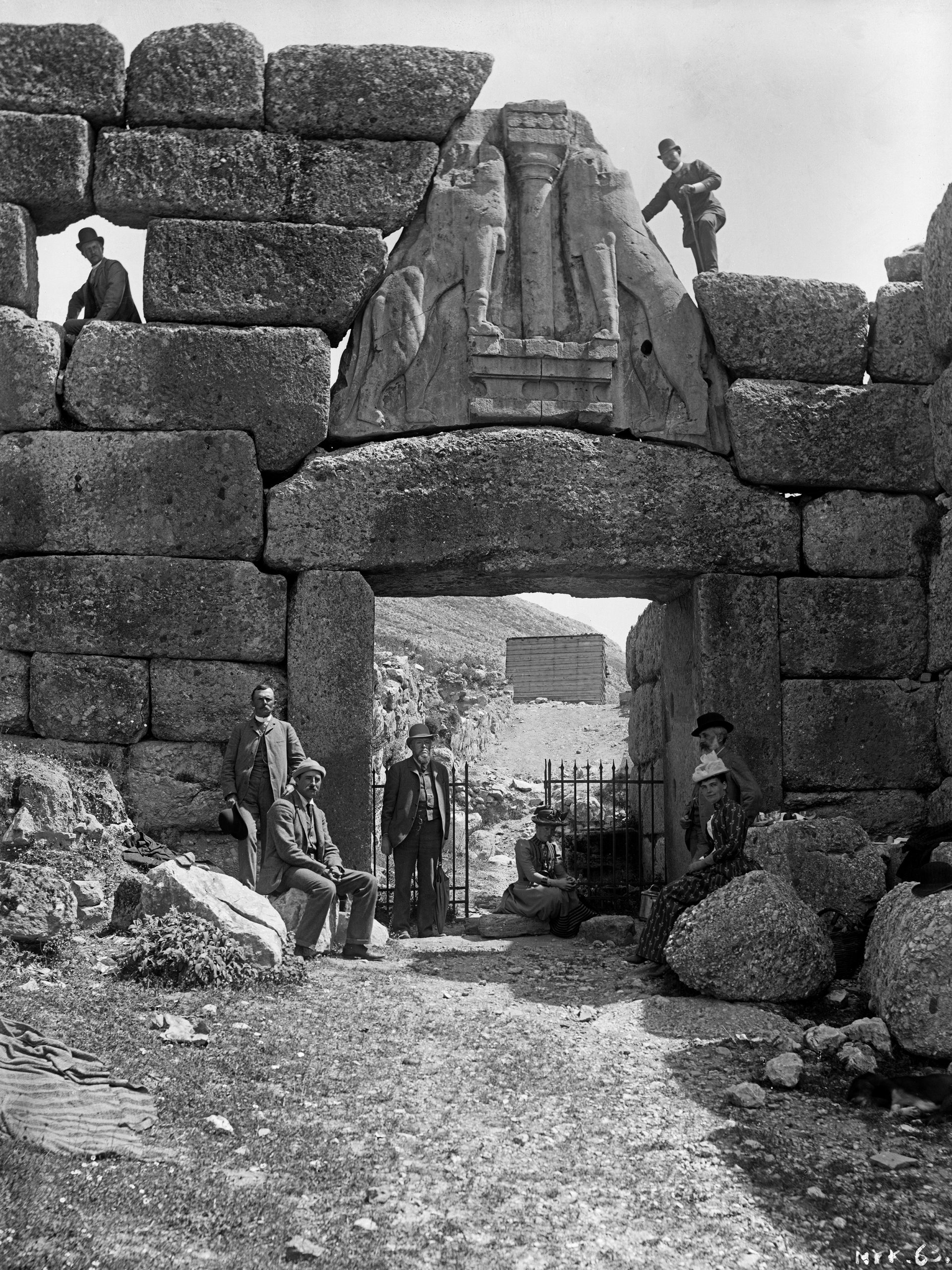
Heinrich Schliemann i Wilhelm Dörpfeld przy Lwiej Bramie w Mykenach (ok. 1885)

II połowa XIX i początek XX w. to okres intensywnych badań w naukach humanistycznych, które wypracowały własną metodologię i stały się w pełni profesjonalnymi dyscyplinami badawczymi. Zainteresowania w tej dziedzinie pobudzane były przez zmiany społeczne, jakie miały miejsce w tym czasie. Uczeni uprawiający dyscypliny humanistyczne próbowali się wzorować na swych kolegach przyrodnikach w zakresie metodologii badań, a nawet natury znajdowanych wyjaśnień. Max Weber (1864–1920), pionier socjologii wyodrębnił trzy typy władzy (racjonalne, tradycyjne i charyzmatyczne), zajmował się cechami Zachodniej cywilizacji i przemianami zachodzącymi w niej na przestrzeni wieków. Szczególnie znana stała się jego koncepcja nt. genezy kapitalizmu – zjawisko to powiązał Weber z reformacją. Emil Durkheim ustalił zakres badań socjologii – realne i obiektywne fakty dające się zaobserwować na tle społecznym. Polski antropolog Bronisław Malinowski, badacz pierwotnych ludów Melanezji i odkrywca prymitywnego systemu wymiany handlowej stał się pionierem kierunku funkcjonalistycznego w antropologii. Historyk Ernest Renan (1823–1892) opracował historię chrześcijaństwa (jego najbardziej znane dzieło to „Życie Jezusa”, 1863). Historycy zaczęli szeroko stosować metodologię nauk ścisłych, zwracali uwagę na rolę środowiska naturalnego i postępu techniczno-naukowego w dziejach. Johann Droysen syntetycznie opracował teorię historii w dziele „Grundniss der Historik”, a Charles Seignobos i Charles-Victor Langlois opracowali obowiązujący do dziś podręcznik metodologiczny historyka w 1898. Karl Lamprecht badał historię kultury, a Jacob Burckhardt historię społeczną. Rozwijano profesjonalną historię gospodarki światowej. W dziedzinie archeologii, która również stała się samodzielną nauką dokonano wielu spektakularnych odkryć. Prowadzący badania w Egipcie i Palestynie William Matthew Flinders Petrie (1853–1942) opracował metody datowania względnego i udoskonalił metodykę badań archeologicznych. Archeolodzy niemieccy Walter Andrae i Robert Koldewey (pracujący w Babilonie i w Aszur) doprowadzili warsztat badawczy archeologa do perfekcji. Heinrich Schliemann (1822–1890) odkrył Troję, Mykeny i Tiryns, wykazał prawdziwość relacji Homera o istnieniu Ilionu. Jego badania odsłoniły pozostałości nieznanej wcześniej nauce cywilizacji mykeńskiej. Gabriel de Mortillet i Édouard Lartet ustalili chronologię paleolitu. John Lubbock wydał pierwszy podręcznik archeologii prehistorycznej (sprzed wprowadzenia pisma – pojęcie to było jego autorstwa) – „Prehistoric Times” w 1865 Oscar Montelius wynalazł typologiczną metodę datowania i opracował chronologię względną epoki brązu i żelaza dla obszaru Europy. W latach 80. XIX w. Eugène Dubois odkrył w Trinil i Ngandong na Jawie szczątki Homo erectus. Badania archeologiczne zaczęto prowadzić w większości krajów świata. Edward Burnett Tylor i Lewis Henry Morgan opracowali teoretyczne podstawy ewolucjonistycznej antropologii kulturowej dzieląc historię ludzkości na 3 epoki: dzikości, barbarzyństwa i cywilizacji. Na początku XX w. pojawiła się szkoła kulturowo-historyczna w antropologii (jej reprezentantem był rzymskokatolicki misjonarz i uczony Wilhelm Schmidt), zwracająca uwagę na zjawisko dyfuzji kulturowej. W 1859 Paul Broca założył Towarzystwo Antropologiczne w Paryżu i zapoczątkował badania nad fizycznym zróżnicowaniem gatunku ludzkiego.
W ciągu XIX w. prestiż nauki i uczonych wzrósł niepomiernie na skutek dokonywanych odkryć i ich praktycznego zastosowania, które otworzyły ludzkości nowe horyzonty myślowe i nieosiągalne dotąd możliwości. Nauka stała się taką działalnością, jaką jest dzisiaj – profesjonalną, zorganizowaną, wspieraną przez państwo i osoby prywatne. Państwa Zachodu zaczęły łożyć znaczne sumy pieniędzy na rozwój wiedzy, dostrzegając wynikające z tego korzyści. Filozoficzne prądy pozytywizmu i scjentyzmu przyznały nauce naczelne miejsce w życiu ludzi, przewidując, że zastąpi ona całkowicie filozofię i sztukę. Wyrazem szacunku i uznania dla uczonych stała się ustanowiona w 1901 przez szwedzkiego przemysłowca Alfreda Nobla nagroda nazwana jego imieniem, która co roku od tego czasu honoruje najważniejsze osiągnięcia w kategoriach: fizyki, chemii, fizjologii i medycyny, literatury i działań dla pokoju (nagroda pokojowa). Pierwszymi uczonymi, którym przyznano tę nagrodę byli: Wilhelm Röntgen w dziedzinie fizyki za odkrycie promieni X, w dziedzinie chemii Jacobus Henricus van ’t Hoff za badania nad termodynamiką reakcji chemicznych oraz w dziedzinie medycyny i fizjologii Emil Adolf von Behring za badania w dziedzinie immunologii.

## Nauka nowoczesna – od teorii względności do biotechnologii
Na początku XX w. naukowcy uważali, że wszystkie istotne prawa fizyczne zostały odkryte. Dalsze prace miały tylko uzupełniać obraz świata fizycznego o istotne szczegóły. Znamienne były słowa Williama Thomsona (lorda Kelvina) z wykładu londyńskiego z kwietnia 1900: „Piękno i jasność teorii dynamicznej, która tłumaczy ciepło i światło jako dwa rodzaje ruchu, są obecne przyciemniane przez dwa obłoczki [...] Jeden z nich to pytanie, jak Ziemia może się poruszać przez światłonośny eter, który w zasadzie jest sprężystym ciałem stałym. Drugi to doktryna Maxwella – Boltzmanna ekwipartycji energii”. Na przełomie XIX i XX w. uważano, że fizyka jest nauką całkowicie wyjaśniającą materialny świat, że wszystkie znaczące odkrycia zostały już dokonane. W 1875 fizyk Philipp von Jolly mówił: „Fizyka jest gałęzią wiedzy ustabilizowaną i zamkniętą; dlatego nie radzę się poświęcać zgłębianiu tej dziedziny”. Dominował paradygmat mechanicyzmu, uważano, że z pomocą praw Newtona da się wyjaśnić wszystkie zjawiska. Jednak na tym spójnym gmachu fizyki zaczęły się pojawiać istotne rysy. Dwa eksperymenty – Fizeau i Michelsona-Morleya wykazały, że hipotetyczny eter, w którym rzekomo miało się rozchodzić światło wykazuje sprzeczne właściwości – jednocześnie jest nieruchomy i unoszony razem z ciałami. Doświadczenie Michelsona-Morleya dowiodło, że na prędkość światła nie ma wpływu prędkość Ziemi, co było jaskrawo niezgodne z mechaniką klasyczną. Co więcej wyszła na jaw niezgodność pomiędzy prawami dynamiki Newtona i równaniami elektrodynamicznymi Maxwella. Fizyka znalazła się więc w poważnym kryzysie. Rozwiązanie znalazł fizyk pracujący w urzędzie patentowym w Bernie, Albert Einstein. W 1905 opublikował w czasopiśmie „Annalen der Phisyk” pracę „Zur Elektrodynamnik bewegt der Kőrper”, w której przedstawił swą szczególną teorię względności. Przede wszystkim uznał wyniki wspomnianych doświadczeń i wyciągnął z nich wniosek o nieistnieniu eteru, następnie założył, że prędkość światła jest wartością stałą w każdym układzie odniesienia, przyjął, że prawa fizyki zachowują w różnych sytuacjach tę samą postać. Konsekwencje tych założeń są niezwykłe – nie istnieje czas absolutny i przestrzeń absolutna, te 2 parametry są związane tworząc czasoprzestrzeń, powiązane są masa i energia (równoważność masy i energii) a zależność ta jest określona wzorem E=mc². Teoria ta przewidywała niezwykłe zjawiska zachodzące przy prędkościach bliskich prędkości światła (c): dylatację czasu i skrócenie długości ciał. W 1915 Einstein podał teorię ogólniejszą – ogólną teorię względności dotyczącą przyspieszeń i grawitacji. Zakłada ona, że światło jest zakrzywiane przez obiekty o dużej masie i sile grawitacji, które zakrzywiają również czasoprzestrzeń. Grawitacja została ujęta w nowy sposób. Teoria Einsteina została potwierdzona poprzez zaobserwowanie w przyrodzie efektów, które przewiduje: przesunięcia peryhelium Merkurego i odchylenia promieni świetlnych w polu grawitacyjnym Słońca oraz istnienia cząstek zwanych mionami w promieniowaniu kosmicznym. Drugie przewidywanie potwierdziła w 1919 ekspedycja astronoma Arthura Eddingtona – zakrzywienie światła w pobliżu Słońca rzeczywiście zaobserwowano. Teoria Einsteina, budząca dotąd duże kontrowersje została dzięki sile eksperymentalnych faktów uznana przez świat naukowy. W 1905 Einstein wyjaśnił zjawisko fotoelektryczne wprowadzając do nauki pojęcie fotonu. Ejnar Hertzsprung odkrył gwiazdy typu olbrzymów i karłów, a Ernest Starling wprowadził pojęcie hormonu. Alexis Carrel i Charles Guthrie dokonali pierwszego przeszczepu serca u zwierząt laboratoryjnych. W 1906 Albert Einstein i Marian Smoluchowski wyjaśnili ruchy Browna ugruntowując kinetyczną teorię materii. W 1908 Hermann Minkowski podał geometryczną interpretację teorii względności. W 1909 Wilhelm Johannsen wprowadził do nauki pojęcie genu – podstawowej jednostki dziedziczności. Thomas Hunt Morgan na podstawie doświadczeń nad muszkami owocowymi wykazał rolę chromosomów w dziedziczeniu. W 1911 Ernest Rutherford ogłosił model budowy atomu i odkrył istnienie jądra atomowego.

Kwantowy model budowy atomu Bohra

Heike Kamerlingh-Onnes odkrył zjawisko nadprzewodnictwa niskotemperaturowego. W 1912 Kazimierz Funk wprowadził termin witamina i wyizolował witaminę B1. Alfred Wegener wysunął teorię dryfu kontynentów wyjaśniającą wiele procesów geologicznych. Na swoje potwierdzenie musiała ona czekać ponad 50 lat. Dziś jest fundamentem geologii. W tym samym roku (1912) Vesto Slipher odkrył zjawisko oddalania się galaktyk. Otto Warburg określił rolę żelaza w procesie oddychania. W 1913 odkryto promieniowanie kosmiczne, a Heinrich Wieland ogłosił teorię utleniania biologicznego. Niels Bohr podał pierwszy kwantowy model atomu. Leonor Michaelis i Maud Menten podali teorię kinetyki reakcji enzymatycznych. W 1919 Arthur Eddington potwierdził sformułowaną przez Einsteina ogólną teorię względności. Na całej Ziemi przyjęto czas uniwersalny. Planeta została podzielona na 24 strefy czasowe, a południk przechodzący przez Greenwich uznano za południk zerowy. W tymże roku Ernest Rutherford przeprowadził pierwszą sztuczną reakcję jądrową. W czasie I wojny światowej (1914–1918) badania naukowe znalazły szerokie zastosowanie militarne, zwłaszcza przy produkcji gazów bojowych i nowych rodzajów broni. Wielu naukowców odegrało negatywną rolę (np. Fritz Haber, laureat Nagrody Nobla był wynalazcą gazu bojowego iperytu) łamiąc obowiązujące uczonych standardy moralne. Zwróciło to uwagę opinii publicznej na możliwość niezgodnego z dobrem ludzkości wykorzystania osiągnięć nauki. W 1920 Otto Loewi wykazał, że zakończenia nerwowe przekazują bodźce chemiczne, a Jewgienij Pawłowski oraz Konstantin Skriabin opracowali podstawy parazytologii. W 1922 David Hilbert przedstawił program formalizacji matematyki. Leopold Ružička wysunął hipotezę izoprenu jako prekursora wielu substancji naturalnych. W 1923 Peter Debye i Erich Hückel opracowali teorię elektrolitów mocnych. W latach 1924–1934 Louis de Broglie, Erwin Schrödinger, Werner Heisenberg, Max Born, Wolfgang Pauli i Paul Dirac sformułowali podstawy mechaniki kwantowej. W 1925 David Keilin odkrył istnienie cytochromów, badał też proces oddychania komórkowego. Walter Haworth podał budowę monosacharydów i glikozydów. Phoebus Levene wyjaśnił budowę nukleotydów i wskazał, że są one jednostkami kwasów nukleinowych. Theodor Svedberg skonstruował ultrawirówkę laboratoryjną i opracował metodę wyznaczania masy cząsteczkowej substancji wielocząsteczkowych. W 1926 James Sumner po raz pierwszy wydzielił enzym ureazę i dowiódł, że jest to białko. Jan Oort stwierdził obrót galaktyki wokół jej centrum. Edwin Hubble obserwując gwiazdy w mgławicy Andromedy w stosunku do naszych, dowiódł istnienia galaktyk zewnętrznych, zmieniając diametralnie obraz Wszechświata – odtąd wiadomo było, że we Wszechświecie istnieją miliardy galaktyk i gwiazd. W 1927 Hermann Muller odkrył mutagenne działanie promieni rentgenowskich. Edward Condon wyjaśnił istotę wiązania wodorowego w cząsteczce H2, tworząc podstawy chemii kwantowej. Clinton Davisson i George Thomson odkryli dyfrakcję elektronów, a Werner Heisenberg podał zasadę nieoznaczoności. W 1928 Ralph Hartley sformułował podstawy teorii informacji, a John von Neumann i Hugo Steinhaus podali zasady teorii gier. Aleksander Fleming odkrył antybakteryjne działanie związków pochodzenia roślinnego i wprowadził pierwszy antybiotyk – penicylinę. W 1929 Paul Dirac i Wolfgang Pauli sformułowali podstawy elektrodynamiki kwantowej. Edwin Hubble odkrył zjawisko rozszerzania się Wszechświata. Karl Lohmann odkrył substancję ATP (adenozynotrifosforan). W 1930 Kurt Gödel dowiódł prawdziwości twierdzeń matematycznych dotyczących rozstrzygalności i zupełności systemów dedukcyjnych. Clyde Tombaugh odkrył planetę Pluton. Fizycy tworzyli w latach 1930–1940 podstawy fizyki ciała stałego, sformułowali pasmową teorię metali i półprzewodników. W 1932 Carl Anderson odkrył pierwszą antycząstkę – pozyton. John Cockcroft i Ernest Walton wywołali pierwszą reakcję jądrową za pomocą sztucznie przyspieszonych cząstek. W 1932 James Chadwick odkrył neutron, a Werner Heisenberg sformułował protonowo-neutronową teorię jądra atomowego. W latach trzydziestych XX w. skonstruowano trzy ważne instrumenty naukowe: akcelerator cząstek, mikroskop elektronowy i radioteleskop. Karl Jansky odkrył promieniowanie radiowe galaktyki. W 1934 Irène Joliot-Curie i Frédéric Joliot-Curie odkryli sztuczną promieniotwórczość. Paweł Czerenkow podał teorię promieniowania. W 1935 po raz pierwszy skrystalizowano wirus mozaiki tytoniowej. Hideki Yukawa opracował teorię sił jądrowych. Otto Warburg i Ulf von Euler wyodrębnili nukleotydy pirymidynowe, opisali ich budowę i działanie. W 1936 Aleksander Oparin sformułował teorię pochodzenia życia na Ziemi. W 1937 odkryto cząstki elementarne: lepton μ i mezon π. W 1938 Hans Bethe odkrył cykl węglowo-azotowo-tlenowy reakcji jądrowych stanowiących podstawę energii gwiazd. Aleksander Braunstein i Maria Kricman odkryli reakcję transaminacji umożliwiającą syntezę aminokwasów w organizmach. W 1939 świat nauki zelektryzowała wiadomość o sztucznym rozszczepieniu jądra atomowego, którego dokonali Otto Hahn, Lise Meitner i Otto Frisch. W związku z tym Albert Einstein wystosował ostrzegawczy list do prezydenta USA F.D. Roosevelta, w którym informował o możliwości skonstruowania broni atomowej. W tym samym roku odkryto reakcję fosforylacji oksydacyjnej. Fritz Lipmann sformułował hipotezę, że ATP odgrywa główną rolę w przenoszeniu energii w organizmie. Od 1940 Norbert Wiener i Claude E. Shannon rozwijali teorię informacji, co zaowocowało próbami konstrukcji pierwszych maszyn cybernetycznych (komputerów). Pierwsze z nich to Atanasoff-Berry Computer, Colossus oraz Harvard Mark I skonstruowane w Stanach Zjednoczonych i Wielkiej Brytanii. Wykorzystywane były do wykonywania skomplikowanych obliczeń naukowych. W 1940 uzyskano czystą, krystaliczną penicylinę i wprowadzono ją do produkcji. Uratowała ona życie wielu ludzi, lecząc m.in. rannych żołnierzy podczas II wojny światowej. W 1942 Enrico Fermi przeprowadził pierwszą kontrolowaną reakcję łańcuchową i skonstruował pierwszy doświadczalny reaktor jądrowy. Hannes Alfvén sformułował podstawy magnetohydrodynamiki. Max Delbrück odkrył samodzielne tworzenie się form mutacyjnych u bakterii i zjawisko rekombinacji u bakteriofagów. W 1943 Boris Kukarkin i Walter Baade odkryli istnienie podsystemów i populacji gwiazd. Joshua Lederberg, Jacques Monod i inni biolodzy prowadzili badania nad chemiczną naturą genów i ich rolą w syntezie białek. Finansowany przez rząd Stanów Zjednoczonych program pod kryptonimem „Manhattan” doprowadził do zbudowania w 1945 bomby atomowej. Jej późniejsze użycie w Hiroszimie i Nagasaki znów zwróciło uwagę na kwestię moralnej odpowiedzialności uczonego i zagrożeń wynikających z niewłaściwego wykorzystania osiągnięć wiedzy. W 1946 odkryto pierwsze radioźródło pozagalaktyczne i opracowano model matematyczny sieci neuronowej. W tymże roku skonstruowano pierwszy w pełni elektroniczny komputer – ENIAC. W 1947 Wiktor Ambarcumian odkrył asocjacje gwiazd. Richard Feynman zapoczątkował rozwój relatywistycznej elektrodynamiki kwantowej. Odkryto hiperony i ciężkie mezony w promieniowaniu kosmicznym. W 1948 opracowano metodę wirowania różnicowego do izolowania fragmentów komórkowych. Roman Kozłowski ustalił stanowisko systematyczne graptolitów (kopalnej grupy organizmów). Konrad Lorenz stał się w 1948 twórcą etologii – nauki o zachowaniu zwierząt. Linus Pauling i inni uczeni prowadzili badania nad strukturą białka. Wyjaśniono mechanizm przekaźnikowy w ośrodkowym układzie nerwowym. Norbert Wiener i William Ross Ashby sformułowali podstawy cybernetyki, a Andriej Markow i Alan Turing podali teorię algorytmów w 1951. W tym samym roku odkryto promieniowanie radiowe neutralnego wodoru w galaktyce. Charles Townes i inni fizycy zapoczątkowali elektronikę kwantową, która w późniejszych latach doprowadziła m.in. do powstania laserów i maserów. Jan Oort odkrył spiralną strukturę galaktyki. Adolph Knopf z Komitetu Wieku Ziemi ustalił za pomocą datowania izotopowego wiek Ziemi na ok. 4,5 mld lat. W 1952 L. Pauling zaproponował spiralny model cząsteczki białka (a-heliks). Ustalono, że miejscem syntezy białek w komórce są rybosomy. W 1952 zespół pod kierunkiem Edwarda Tellera skonstruował bombę wodorową (przy ważnym udziale polskiego matematyka Stanisława Ulama).

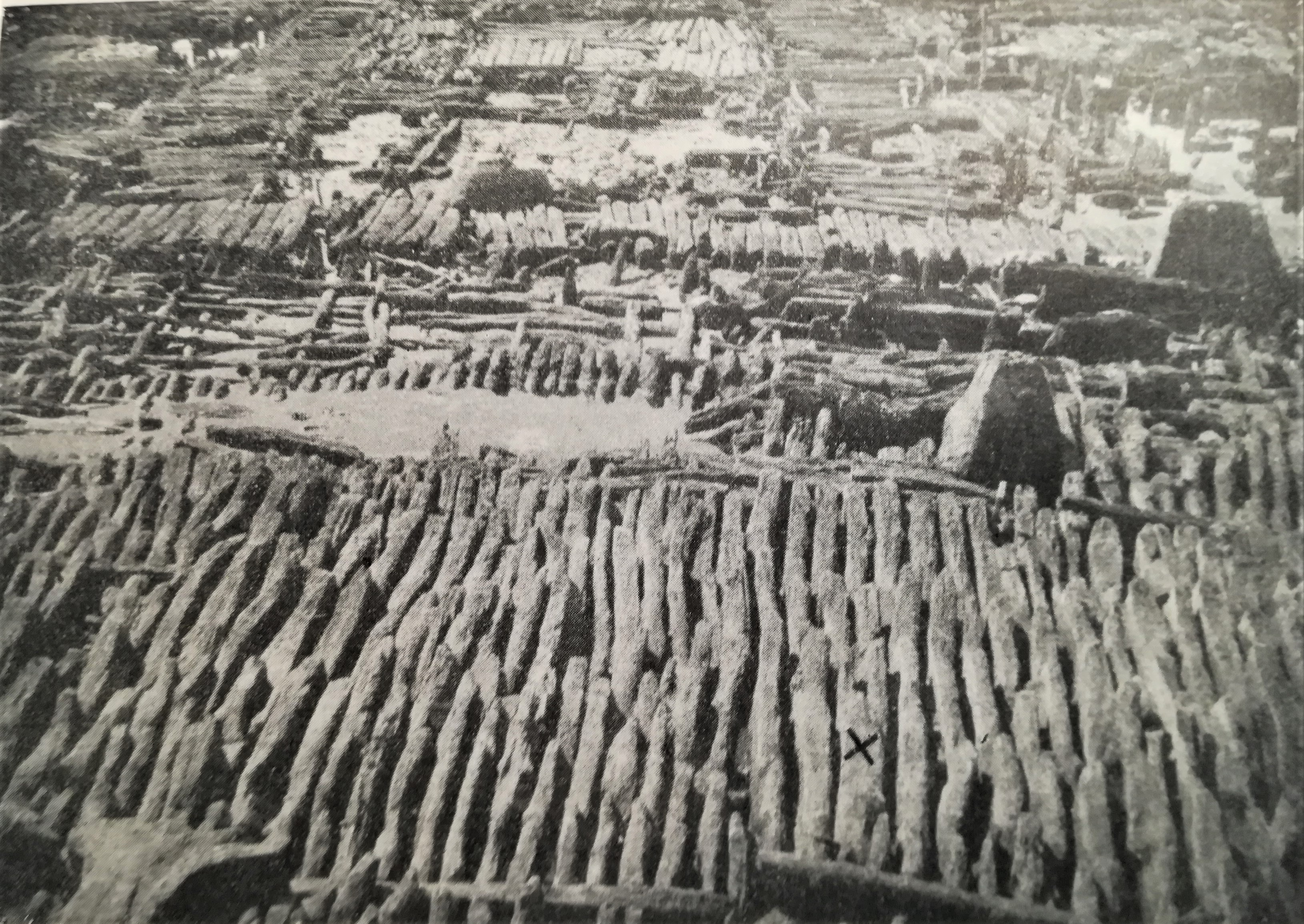
Odkryte w 1933 pozostałości osady obronnej kultury łużyckiej w Biskupinie

W naukach humanistycznych w latach 1905–1952 zanotowano wiele osiągnięć. Ferdinand de Saussure stał się twórcą teorii strukturalizmu w językoznawstwie. Rozwijali ją w latach 20. Nikołaj Trubieckoj i Roman Jakobson, przedstawiciele tzw. praskiej szkoły lingwistycznej. W latach 1950–1956 Noam Chomsky i Z. Harris przedstawili koncepcję gramatyki transformacyjno-generatywnej. John Maynard Keynes (1886–1946) wniósł koncepcję interwencjonizmu państwowego do klasycznej ekonomii. Jego najważniejsze dzieło to „Ogólna teoria zatrudnienia, procentu i pieniądza”. Powstał nowy kierunek w ekonomii – ekonometria, badający zmiany gospodarcze na podstawie obliczeń statystycznych. W historii coraz większą rolę zaczęło odgrywać badanie struktury i przemian dawnych społeczeństw. Historycy dążyli do ujęcia całości procesu dziejowego. Badano historię gospodarczo i polityczną. Arnold Toynbee, H. Berr i J. Robinson przygotowali syntezy dziejów cywilizacji. Johan Huizinga prowadził badania w zakresie dawnej mentalności i życia społecznego. Tzw. Szkoła Annales rozpoczęła kompleksowe badanie zjawisk historycznych przy współudziale innych dyscyplin. W archeologii zaznaczyła się działalność Gordona Childe (1892–1957), który wprowadził do nauki pojęcia rewolucji neolitycznej i urbanistycznej. Michaił Rostowcew opublikował wielkie syntezy dziejów starożytności. Arthur Evans odkrył w 1905 cywilizację minojską na Krecie. Leonard Wooley prowadził badania nad cywilizacją Sumerów w Ur, odkrywając groby królewskie. Max Uhle, Alfred Kidder i Hiram Bingham prowadzili eksplorację na nierozpoznanych terenach Ameryki Południowej i Środkowej. Julio Tello odkrył pozostałości cywilizacji Olmeków w latach trzydziestych, a Mortimer Wheeler nieznaną dotychczas miejską cywilizację Harappy. Józef Kostrzewski badał pradzieje Polski i od 1936 prowadził pracę na terenie grodziska kultury łużyckiej z epoki żelaza w Biskupinie. Duże znaczenie miały badania Raymonda Darta i Roberta Brooma w Afryce oraz Davidsona Blacka w Azji nad początkami gatunku ludzkiego, które przyniosły wiele ważnych znalezisk (australopitek z Taung, pitekantrop z Zhoukoudian). W 1949 fizyk amerykański Willard Libby odkrył podstawową dziś dla archeologii metodę datowania bezwzględnego opartą na izotopie węgla radioaktywnego C-14, która umożliwiła skuteczne datowanie znalezisk organicznych. Oznaczało to zmianę hipotez i paradygmatów w archeologii i skorygowanie wielu błędnych dat. Jednocześnie następowało wprowadzanie osiągnięć nauk przyrodniczych do archeologii i rozszerzanie pola badań. Duże osiągnięcia odnotowano na polu antropologii. W 1914 Rudolf Martin opublikował pierwszy podręcznik antropologii fizycznej. Uczniem Martina był polski antropolog Jan Czekanowski, który założył Polską Szkołę Antropologiczną. W XX w. narodziła się paleodemografia, antropologia populacyjna i genetyka populacyjna człowieka. Edward Evans-Pritchard i Claude Lévi-Strauss rozwijali antropologię kulturową kierując się funkcjonalistyczną koncepcją Bronisława Malinowskiego. Leslie Alvin White (1900–1975) rozwinął teorię neoewolucjonizmu kulturowego badając rozwój człowieka i jego cywilizacji. Jego najważniejsza praca to „Rozwój kultury. Ewolucja cywilizacji do upadku Rzymu”. Julian Steward sformułował koncepcję wieloliniowej ewolucji ludzkich społeczeństw.
W 1944 Peter Medawar odkrył, że odrzucenie przeszczepu skóry jest procesem immunologicznym. Oswald Avery, Maclyn McCarty i Colin Munro MacLeod uznali kwas dezoksyrybonukleinowy (DNA) za czynnik dziedziczności. W latach 50. XX w. dwa zespoły uczonych zaczęły dogłębnie badać tę substancję – zespół Linusa Paulinga w USA i grupa uczonych z Cambridge: Francis Crick, fizyk i biochemik, oraz James Watson, zoolog. Obydwaj badacze pracowali nad budową DNA, wykorzystując rentgenogramy tej substancji i metody krystalografii, do których Watson musiał się pospiesznie przyuczać. Rozumieli, że wyjaśnienie zagadki budowy tej substancji będzie miało fundamentalne znaczenie biologiczne. Ich praca zakończyła się sukcesem – wyprzedzili utytułowanego Paulinga, wykorzystując jego banalny błąd. W kwietniu 1953 opublikowali w czasopiśmie „Nature” artykuł Molecular structure of the nucleic acids, w którym podali model budowy DNA oparty na podwójnej helisie i dalsze 3 prace, opisujące biologiczną rolę tej substancji. Osiągnięcie to otworzyło drogę do poznania procesów dziedziczenia, działania oraz biochemii komórek w przebiegu ewolucji i rozpoczęło nową epokę w biologii. Rozwinęła się biotechnologia i inżynieria genetyczna, dzięki której możliwe jest dokonywanie korzystnych dla człowieka zmian w genomach różnych organizmów.

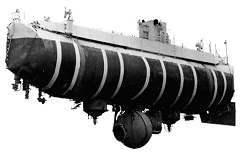
Batyskaf „Trieste”, w którym Don Walsh i Jacques Piccard zeszli na dno Rowu Mariańskiego

W tym samym roku Stanley Miller opublikował wyniki swojego doświadczenia, w którym otrzymał mieszaninę prostych aminokwasów poprzez wyładowania elektryczne w substancji mającej taki sam skład jak pierwotna atmosfera Ziemi sprzed 4 miliardów lat. Tym samym potwierdził teorię biogenezy sformułowaną wcześniej Aleksandra Oparina. Frederick Sanger ustalił strukturę insuliny, opisano też szereg reakcji prowadzących do rozkładu glukozy. W 1954 dokonano pierwszego przeszczepu nerki u człowieka. Martin Schwarzschild i Harold Johnson wyjaśnili ewolucję gromad gwiezdnych na podstawie obserwacji astronomicznych. W 1955 doświadczalnie potwierdzono istnienie antynukleonów. W 1956 grupa fizyków: Lew Landau, Tsung-Dao Lee i Chen Ning Yang odkryła naruszenie zasady zachowania parzystości w oddziaływaniach słabych. W 1957 Rudolf Mössbauer odkrył efekt Mőssbauera. Po 1957 dały znać o sobie efekty osiągnięć w dziedzinie astronautyki. Powstały nowe możliwości badawcze, a problematyka badań znacznie się rozszerzyła. W 1957 ZSRR wypuścił pierwszego sztucznego satelitę Ziemi – Sputnika. W 1958 odkryto pasy promieniotwórczości otaczające Ziemię (pasy Van Allena). Richard Feynman i Murray Gell-Mann opracowali teorię oddziaływań słabych. W 1959 Severo Ochoa i Arthur Kornberg wyjaśnili mechanizm biologicznej syntezy DNA i RNA. Zespół biologów pod kierunkiem Martina Strella dokonał syntezy chlorofilu. W 1959 radziecka sonda Łuna 3 wykonała pierwsze zdjęcie niewidocznej z Ziemi strony Księżyca. W 1960 Peter D. Mitchell opracował teorię chemiosmotyczną. Robert S. Dietz i Frederick J. Vine sformułowali teorię tektoniki płyt skorupy ziemskiej, przypominając zapomnianą już koncepcję Alfreda Wegenera. W. Sutherland odkrył znaczenie cyklicznego AMP w regulacji komórkowej. T. Maiman skonstruował pierwszy laser rubinowy, a batyskaf „Trieste” dotarł niemal na samo dno Rowu Mariańskiego (ok. 11 km poniżej poziomu morza). W 1961 człowiek po raz pierwszy opuścił swoją planetę i znalazł się w przestrzeni kosmicznej. Był to radziecki kosmonauta Jurij Gagarin, sukces ten był zasługą m.in. radzieckiego uczonego Siergieja Korolowa. W tym samym roku M. Gell-Mann wprowadził do fizyki symetrię unitarną i opartą na niej klasyfikację hadronów. François Jacob i Jacques Monod odkryli informacyjny RNA (mRNA) i przedstawili model regulacji działania genów. M. Nierenberg i S. Ochoa odkryli zasady przekazywania informacji genetycznej. W 1962 E. Leith i J. Upatnieks dokonali pierwszej realizacji holografii. Odkryto pierwsze źródło promieniowania rentgenowskiego poza Układem Słonecznym. W 1963 Thomas Starzl dokonał pierwszego przeszczepu wątroby u człowieka. Thomas A. Matthews, Allan R. Sandage i Maarten Schmidt odkryli kwazary. W 1964 David Baltimore i Howard Temin odkryli nowy mechanizm przekazywania informacji genetycznej zależny od enzymu odwrotnej transkryptazy. George Zweig sformułował wraz z Murrayem Gell-Mannem hipotezę kwarkową. W 1965 Arno Penzias i Robert Wilson odkryli promieniowanie reliktowe, będące pozostałością po początkowej chwili Wszechświata – Wielkim Wybuchu.

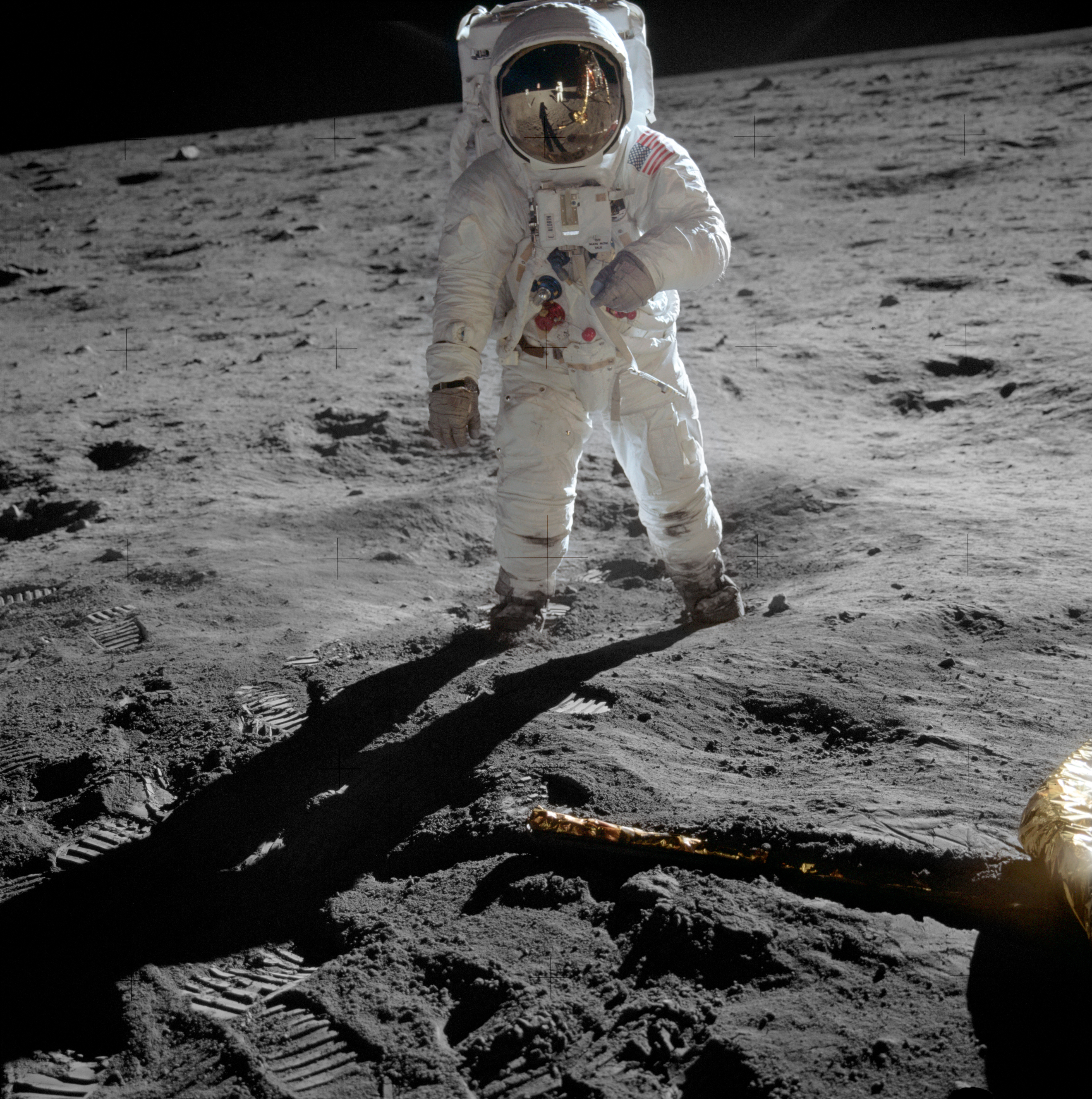
Astronauta Buzz Aldrin na Księżycu (21 lipca 1969)

Zespół biologów pod kierownictwem Roberta Holleya przeprowadził pierwsze wyznaczenie sekwencji kwasów nukleinowych. W 1966 Richard Lillehei dokonał pierwszego przeszczepu trzustki i nerki u człowieka. H.G. Khorama i R. Holley dokonali pełnego rozszyfrowania kodu genetycznego. W 1967 Christiaan Barnard dokonał pierwszego przeszczepu serca u człowieka. Benoît Mandelbrot sformułował podstawy geometrii fraktalnej. Abdus Salam, Steven Weinberg i Sheldon Glashow sformułowali zunifikowaną teorię oddziaływań. W 1968 Jocelyn Bell i Antony Hewish odkryli pulsary. Dokonano pierwszej syntezy DNA wirusa. Na uniwersytecie Harvarda opracowano kryteria śmierci mózgu. Uzyskano pierwsze dane o strukturze nukleonów. W 1968 odkryto enzymy restrykcyjne i rozpoznano mechanizm ich działania, co zapoczątkowało inżynierię genetyczną. W 1969 dokonano pierwszych przeszczepów krtani, serca i płuc u człowieka. W tym roku odbyto pierwszy załogowy lot na Księżyc w statku Apollo 11 (Neil Armstrong, Edwin „Buzz” Aldrin). Było to możliwe dzięki pokaźnym funduszom rządu amerykańskiego i pracy inżynierów-naukowców Wernhera von Brauna i Hermanna Obertha. Od lat pięćdziesiątych i sześćdziesiątych komputeryzacja i kosmonautyka wytworzyły nowe możliwości w badaniach naukowych. Odtąd można było wykonywać bardzo skomplikowane obliczenia, które w normalnych warunkach zajęłyby setki lat oraz katalogować i zachowywać niezliczone ilości informacji. Można było o wiele skuteczniej badać Kosmos i Ziemię z przestrzeni kosmicznej (obserwacje meteorologiczne i geologiczne, sondy kosmiczne, teleskopy orbitalne). Już na początku lat 60. wysłano pierwsze ziemskie sondy w kierunku innych planet Układu Słonecznego – Wenera 1 (1961) i Mars 1 (1962). W 1973 sonda Pioneer 10 po raz pierwszy przeleciała obok Jowisza. Wystrzelona w 1977 sonda Voyager 1 w sierpniu 2012, jako pierwszy obiekt wykonany przez człowieka, przekroczyła heliopauzę i opuściła Układ Słoneczny. Obecnie wraz z bliźniaczą sondą Voyager 2 przemierza przestrzeń międzygwiezdną. Sondy Mariner 1 i Mariner 2 oraz Viking 1 i Viking 2 badały powierzchnię Marsa m.in. w poszukiwaniu śladów życia na tej planecie. Testy biochemiczne dały wynik negatywny. Sondy i teleskopy kosmiczne prowadzą dziś obserwacje w różnych rodzajach fal elektromagnetycznych. Od 1970 nastąpił szybki rozwój biologii molekularnej. H.G. Khorana dokonał pierwszej syntezy naturalnego genu bakteryjnego. W fizyce nastąpił intensywny rozwój teorii nieliniowych układów dynamicznych. Już od lat 60. zaczęto realizować w USA program SETI (Search for Extraterrestial Intelligence), mający na celu poszukiwanie za pomocą radioteleskopu sygnałów od hipotetycznej cywilizacji pozaziemskiej. W 1971 wystrzelono w Kosmos i umieszczono na orbicie okołoziemskiej pierwszą stację kosmiczną (Salut 1). W 1972 została odkryta cyklosporyna (lek immunosupresyjny), skonstruowano pierwsze naukowe kalkulatory. W 1973 Stanley Norman Cohen i Herbert Boyer przenieśli geny wyższych organizmów do bakterii, prowadząc pionierskie badania w zakresie biotechnologii. W tym samym roku odkryto prądy neutralne w oddziaływaniach słabych. W 1974 odkryto cząstkę J/psi zawierającą czwarty kwark (powabny). Russell Hulse i Joseph Taylor odkryli podwójny pulsar. W 1975 odkryto ciężki lepton tau. W 1976 skonstruowano superkomputer Cray-1, który mógł wykonywać 250 milionów operacji w ciągu sekundy. W 1977 odkryto cząstkę mezon ϒ zawierającą piąty kwark. Robert Edwards i Patrick Steptoe zapłodnili ludzki embrion (Louise Brown, ur. 25 lipca 1978) poza organizmem (in vitro) i przeszczepili do ciała kobiety. W 1978 Philip Leder odkrył w DNA istnienie niekodujących fragmentów – intronów. W 1980 opracowano dwie różne techniki szybkiego ustalania sekwencji zasad w DNA, co znacznie rozszerzyło wiedzę na temat reakcji chemicznych zachodzących w komórkach.
Wprowadzona od 1980 masowa produkcja komputerów osobistych (PC) spowodowała elektronizację i komputeryzację badań we wszystkich dziedzinach nauki. W 1980 John Hopfield rozwinął teorię sieci neuronowych.

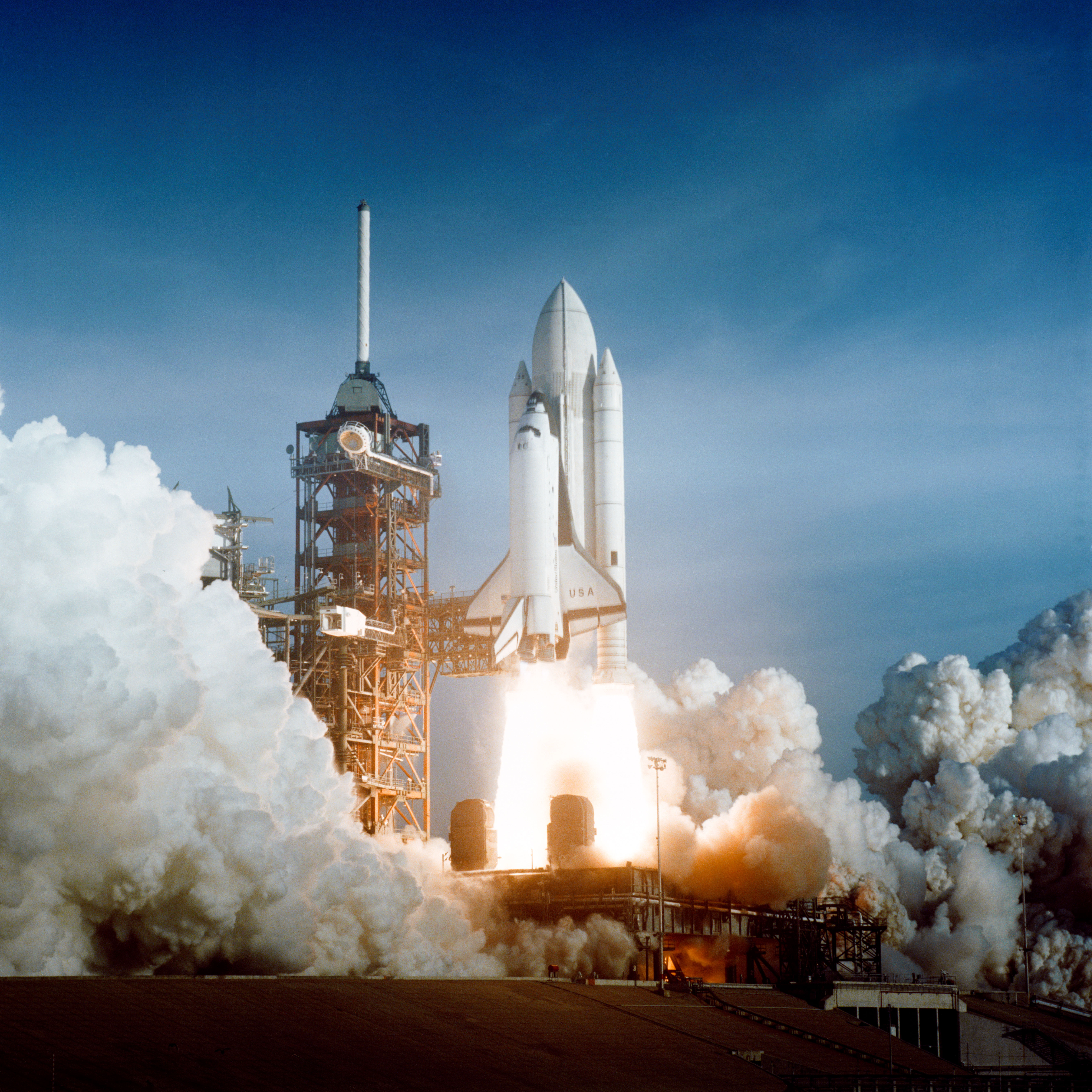
Start wahadłowca Columbia do misji STS-1 (12 kwietnia 1981)

W 1981 odbył się pierwszy próbny lot promu kosmicznego Columbia. W 1982 dokonano pierwszego udanego przeszczepu sztucznego serca. W 1982 odkryto bozony pośrednie będące nośnikami oddziaływań słabych. W 1985 Michael Brown i Joseph L. Goldstein wyjaśnili mechanizm metabolizmu cholesterolu. W 1986 zostało odkryte zjawisko nadprzewodnictwa wysokotemperaturowego. Rok później dokonano pierwszego pomiaru strumienia neutrin pochodzących od gwiazdy supernowej. W 1988 kosmonauci radzieccy Władimir Titow i Musa Manarow dokonali najdłuższego wówczas lotu w kosmos, trwającego 366 dni (pobity w 1995 przez Walerija Polakowa – 437 dni). W 1990 umieszczono na orbicie teleskop kosmiczny Hubble’a, który pozwolił na uzyskiwanie obrazów o dużo lepszej jakości niż konwencjonalne teleskopy na Ziemi. W 1992 zaobserwowano (poprzez satelity IRAS i COBE) pozostałe po Wielkim Wybuchu promieniowanie reliktowe. Potwierdziło to istnienie wielkoskalowej struktury we Wszechświecie. W 1993 B. Paczyński, C. Queloz i A. Udalski odkryli istnienie zjawiska mikrosoczewkowania grawitacyjnego. Opracowano metody pozwalające na badanie przebiegu i mechanizmu reakcji chemicznych w czasie rzędu femtosekund. Od 1995 odkrywane są systematycznie przez astronomów planety pozasłoneczne, krążące wokół normalnych gwiazd. Pierwszą planetę pozasłoneczną krążącą wokół pulsara odkrył polski astronom Aleksander Wolszczan (1992). W 1995 amerykański wahadłowiec Atlantis połączył się z rosyjską stacją kosmiczną Mir. Prowadzono wspólne eksperymenty naukowe. W 1996 Ian Wilmut i jego zespół sklonował z komórek somatycznych pierwszego ssaka – owcę Dolly.

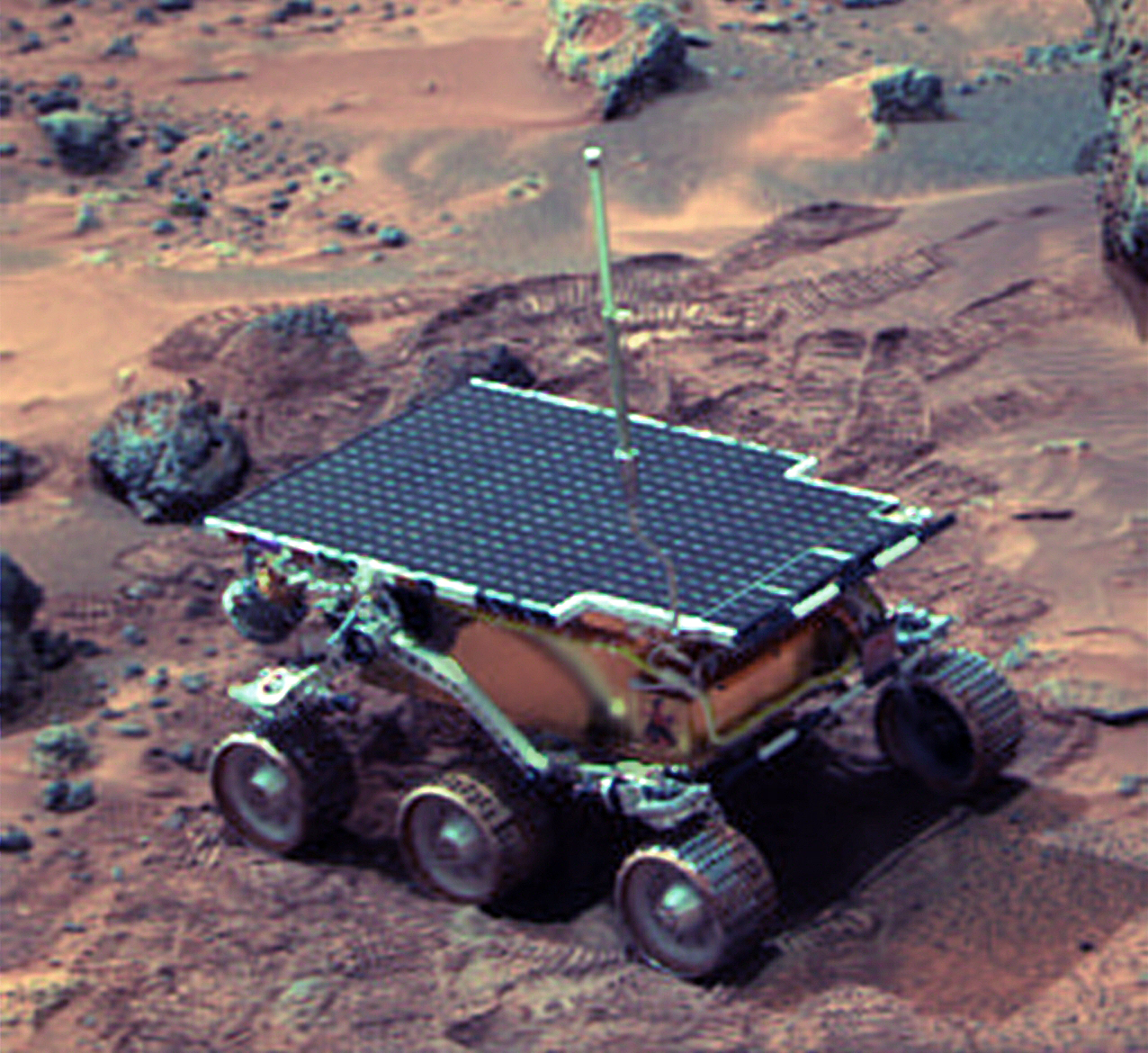
Łazik marsjański Sojourner, działający w ramach misji Mars Pathfinder.

W lipcu 1997 sonda Pathfinder wylądowała na powierzchni Marsa i umieściła sterowanego z Ziemi robota Sojourner. W 1998 na niskiej orbicie okołoziemskiej rozpoczęto budowę Międzynarodowej Stacji Kosmicznej. W tym samym roku L. Ignaro, R. Furchgott, F. Murad odkryli nowy przekaźnik synaptyczny działający na mięśnie – tlenek azotu. W 2000 odkryto ślady wskazujące na istnienie w przeszłości wody na Marsie. Dnia 12 lutego 2001 roku przeprowadzono pierwsze udane lądowanie sondy NEAR Shoemaker na asteroidzie Eros. Polscy uczeni z Wojskowej Akademii Technicznej wynaleźli niebieski laser. W 2001 międzynarodowy zespół naukowców ogłosił zsekwncjonowanie i opisanie genomu człowieka. W 2004 dwa pojazdy kosmiczne – Spirit i Opportunity badały powierzchnię Marsa. W 2005 badano za pomocą sondy Cassini powierzchnię księżyca Saturna – Tytana, przesyłając zdjęcia na Ziemię. Wystrzelona w 2006 sonda New Horizons zbadała peryferie Układu Słonecznego – Pluton (2015), Arrokoth (2019) – najdalsze ciała niebieskie zbadane w wyniku bliskiego przelotu sondy kosmicznej. W 2015 przy pomocy detektorów LIGO po raz pierwszy zarejestrowano fale grawitacyjne. Rosyjski matematyk Grigorij Perelman udowodnił w 2006 hipotezę Poincarégo, dotyczącą rozmaitości topologicznych. Rozpoczęto sekwencjonowanie genomu człowieka neandertalskiego. Paleontolodzy odnaleźli skamieniałość akantostegi, organizmu będącego formą przejściową między kręgowcami morskimi a lądowymi. Neurobiolodzy zbadali podstawy mechanizmu zapamiętywania.
W naukach humanistycznych ostatnie 50 lat XX wieku przyniosło przewartościowanie metod badawczych. Historycy należący do szkoły „Annales” (Fernand Braudel i inni) prowadzili interdyscyplinarne badania nad dziejami, których efektem były syntezy poszczególnych okresów historycznych. Powstały ośrodki badań historycznych w nowych państwach postkolonialnych. Rozwijała się historia gospodarcza, wzrosło zainteresowanie historią współczesną związane z potrzebą zrozumienia wielkich kataklizmów dziejowych XX wieku. Geoffrey Barraclough napisał „Wstęp do historii współczesnej”. Historycy zaczęli badać poszczególne odcinki życia ludzkiego. W archeologii poczęto szeroko stosować metody i osiągnięcia nauk przyrodniczych w datowaniu i analizie znalezisk. Lewis Binford i inni uczeni rozwinęli program badawczy, opierający się na metodologii nauk ścisłych (zaczęto m.in. zwracać baczniejszą niż dotąd uwagę na czynniki ekonomiczne i przyrodnicze w najdawniejszych dziejach). Badacze zajmujący się ewolucją człowieka i antropogenezą (Richard, Mary i Louis Leakey, Donald Johanson) dokonali odkryć szczątków praludzkich (Homo erectus, Australopithecus, Orrorin), które przyczyniły się do zrekonstruowania rodowodu człowieka. Polska szkoła archeologii śródziemnomorskiej założona przez prof. Kazimierza Michałowskiego zyskała sobie uznanie w nauce dzięki badaniom w Egipcie, Syrii, Nubii, Iraku i Iranie. Istotne były odkrycia zwojów znad Morza Martwego w latach 50., badania limesu rzymskiego z powietrza i odkrywanie dawnych cywilizacji Ameryki i Dalekiego Wschodu. Wykopaliska prowadzą dziś dobrze wyposażone ekipy archeologów, często skupiające badaczy spoza stricte starożytniczych specjalności. W dziedzinie religioznawstwa zasłużył się Mircea Eliade, twórca koncepcji morfologii sacrum. Julian Steward i Maurice Godelier kontynuowali ewolucjonistyczny kierunek badań w antropologii kulturowej.